# 7. April
Der 7. April ist der 97. Tag des gregorianischen Kalenders (der 98. in Schaltjahren), somit bleiben 268 Tage bis zum Jahresende.

## Ereignisse

### Politik und Weltgeschehen

451: Die Hunnen in Gallien auf ihrem Weg zu den Katalaunischen Feldern

- 0451: Nach dem Überschreiten des Rheins und dem Eindringen in das bisher mit ihnen verbündete Weströmische Reich erobern und zerstören die Hunnen unter Attila die Stadt Metz.
- 1453: Das christliche Konstantinopel wird von den Osmanen vollends eingeschlossen und bis zu seinem Fall belagert. Nach Beschädigungen am Vortag bricht ein Teil der Landmauer unter Beschuss zusammen.
- 1521: Ferdinand Magellan erreicht auf seiner Weltumsegelung die Insel Cebu im Süden der Philippinen.
- 1682: Der französische Entdecker Robert Cavelier de La Salle erreicht als erster Europäer die Mündung des Mississippi River.
- 1762: Schweden und Preußen schließen den auf drei Monate befristeten Waffenstillstand von Ribnitz.
- 1767: Die Truppen des birmanischen Königs Hsinbyushin nehmen nach einjähriger Belagerung die Stadt Ayutthaya in Siam, dem heutigen Thailand, ein und verwüsten sie. Die Hauptstadt des Königreichs Ayutthaya erholt sich von dieser Zerstörung nie wieder.
- 1797: Österreich schließt im Ersten Koalitionskrieg mit Napoleon Bonaparte nach dessen siegreichem Italienfeldzug in Leoben einen Waffenstillstand. Nach dem abgeschlossenen Vorfrieden von Leoben folgt am 17. Oktober der Frieden von Campo Formio.

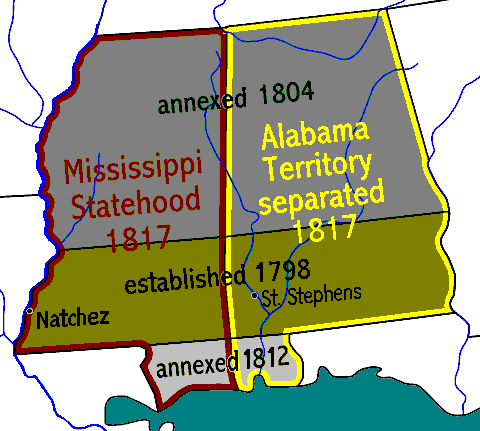
1798: Mississippi-Territorium

- 1798: Aus den von Spanien 1795 im Pinckney-Vertrag abgetretenen Gebieten wird von den Vereinigten Staaten das Mississippi-Territorium gebildet, das sich über die südliche Hälfte der heutigen Staaten Mississippi und Alabama erstreckt.

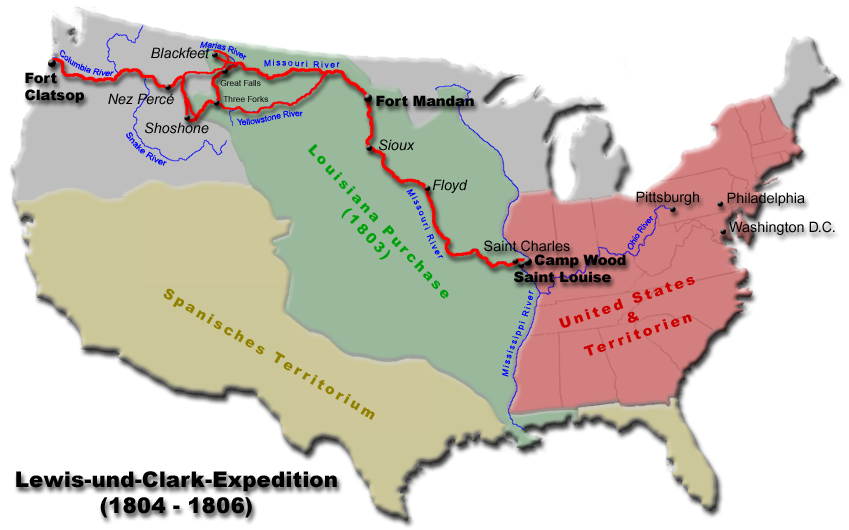
Der Weg der Expedition 1804–1806

- 1805: Die Lewis-und-Clark-Expedition verlässt ihr Winterquartier Fort Mandan und macht sich auf den Weg zu den Rocky Mountains. Ein paar Expeditionsteilnehmer machen sich auf den Heimweg, um Präsident Thomas Jefferson erste Ergebnisse zu berichten.
- 1815: Kaiser Franz stiftet den österreichischen Orden der Eisernen Krone.
- 1823: Französische Invasion in Spanien – Truppen aus dem Nachbarland rücken im Auftrag der Heiligen Allianz in Spanien ein, um Aufständische zu bekämpfen und die Regentschaft von König Ferdinand VII. zu erneuern.
- 1824: König Ludwig XVIII. überträgt den Unterricht an den französischen Primarschulen dem französischen Klerus.
- 1831: Pedro, Kaiser von Brasilien, dankt zugunsten seines 5-jährigen Sohnes Pedro II. ab, um den Kampf um die Krone Portugals gegen seinen Bruder Miguel aufnehmen zu können. In der Folge kommt es zum Miguelistenkrieg.
- 1842: Während des Ersten Anglo-Afghanischen Kriegs endet die Belagerung von Dschalalabad. Das Entsatzheer unter George Pollock schlägt die Belagerer unter Mohammed Akbar in die Flucht. Die Besatzung von Dschalalabad unter Robert Henry Sale hat seit dem 12. November des Vorjahres ausgeharrt.

1862: Schlacht von Shiloh (2. Tag)

- 1862: Die seit dem Vortag in Gang befindliche Schlacht von Shiloh im US-Sezessionskrieg entscheiden die Truppen der Nordstaaten unter General Ulysses S. Grant für sich. Auf Grund von Erschöpfung setzen sie in der bis dahin verlustreichsten Schlacht des Krieges den sich zurückziehenden konföderierten Armeeeinheiten unter Pierre Gustave Toutant Beauregard nicht nach.
- 1897: Die von der Megali Idea beeinflusste Weigerung Griechenlands, einem Ultimatum des Osmanischen Reichs auf Rückzug seiner am 15. Februar auf der Insel Kreta gelandeten Truppen nachzugeben, bewirkt den Türkisch-Griechischen Krieg.
- 1906: Die Erste Marokkokrise wird durch die Algeciras-Akte von den europäischen Großmächten beigelegt. Das Deutsche Reich erleidet dabei eine diplomatische Niederlage, während sich die Beziehung zwischen Frankreich und Großbritannien, die Entente cordiale, festigt.
- 1917: Kaiser Wilhelm II. kündigt in der von Theobald von Bethmann Hollweg verfassten Osterbotschaft auf Druck der Obersten Heeresleitung Reformen der Verfassung und des Wahlrechts an.
- 1919: In München wird die Bayerische Räterepublik ausgerufen. Die bayerische Regierung des Ministerpräsidenten Johannes Hoffmann flieht nach Bamberg und ruft Truppen des Reichs und aus Württemberg zur Niederschlagung der Rebellion zu Hilfe.
- 1925: Adolf Hitler beantragt gegenüber dem Hohen Magistrat der Stadt Linz die Entlassung aus der österreichischen Staatsangehörigkeit, ein Ersuchen, dem am 30. April stattgegeben wird.

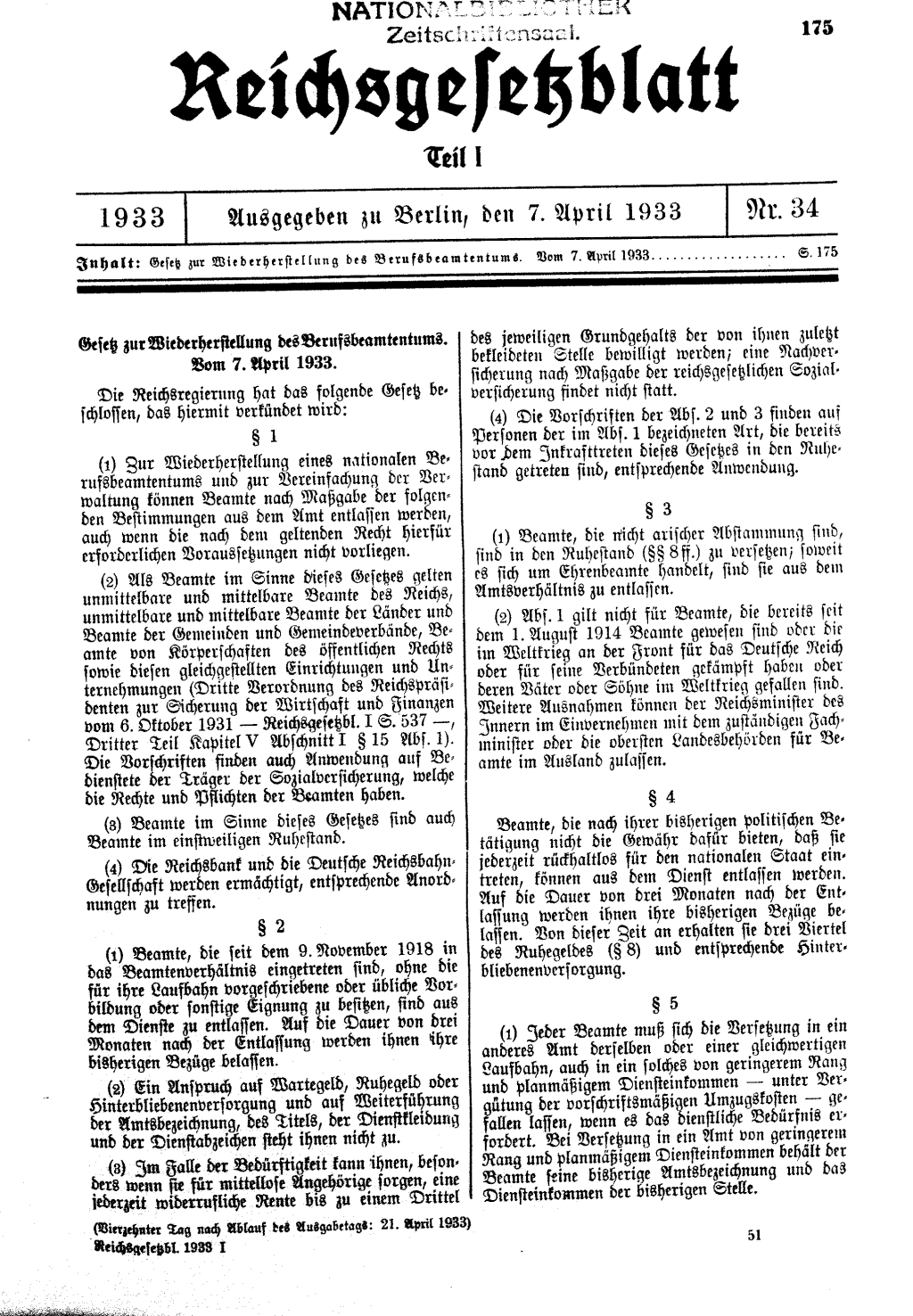
1933: Gesetz zur Wiederherstellung des Berufsbeamtentums

- 1933: Das unter der Federführung von Reichsinnenminister Wilhelm Frick entstandene Gesetz zur Wiederherstellung des Berufsbeamtentums führt in Deutschland zur Entlassung politisch missliebiger und aller „nicht-arischen“ Beamten. Der „Arierparagraph“ wird auch auf Rechtsanwälte angewandt.
- 1933: Im Zweiten Gesetz zur Gleichschaltung der Länder mit dem Reich erhält die nationalsozialistische Regierung in Deutschland die Befugnis, Reichsstatthalter einzusetzen.

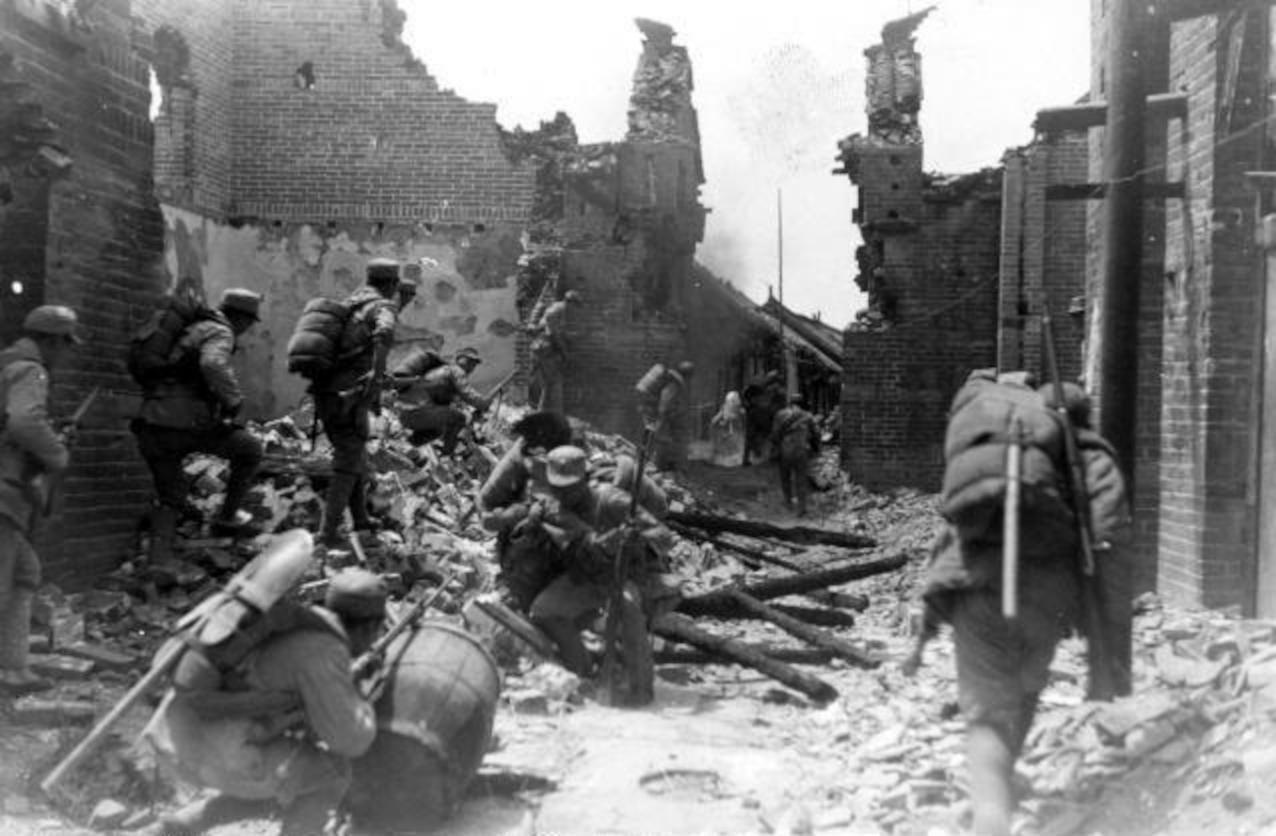
1938: Häuserkämpfe in Tai’erzhuang

- 1938: Die Schlacht um Tai’erzhuang, Teil der Schlacht um Xuzhou, endet. Die Japaner müssen die Eroberung der Garnisonsstadt Tai’erzhuang in der Nähe von Xuzhou aufgeben, das stellt den ersten Erfolg der Nationalchinesen im Zweiten Japanisch-Chinesischen Krieg dar.
- 1939: Das faschistische Italien unter Benito Mussolini okkupiert Albanien. König Zogu geht mit seiner Frau Geraldine und seinem zwei Tage alten Sohn Leka ins Exil nach Griechenland. Der italienische König Viktor Emanuel III. wird albanischer König in Personalunion.
- 1940: Deutsche Kriegsschiffe nehmen unter dem Schutz der Schlachtschiffe Gneisenau und Scharnhorst aus der Deutschen Bucht gemeinsame Fahrt nach Norden auf. Das Unternehmen Weserübung zur Besetzung Norwegens im Zweiten Weltkrieg beginnt.

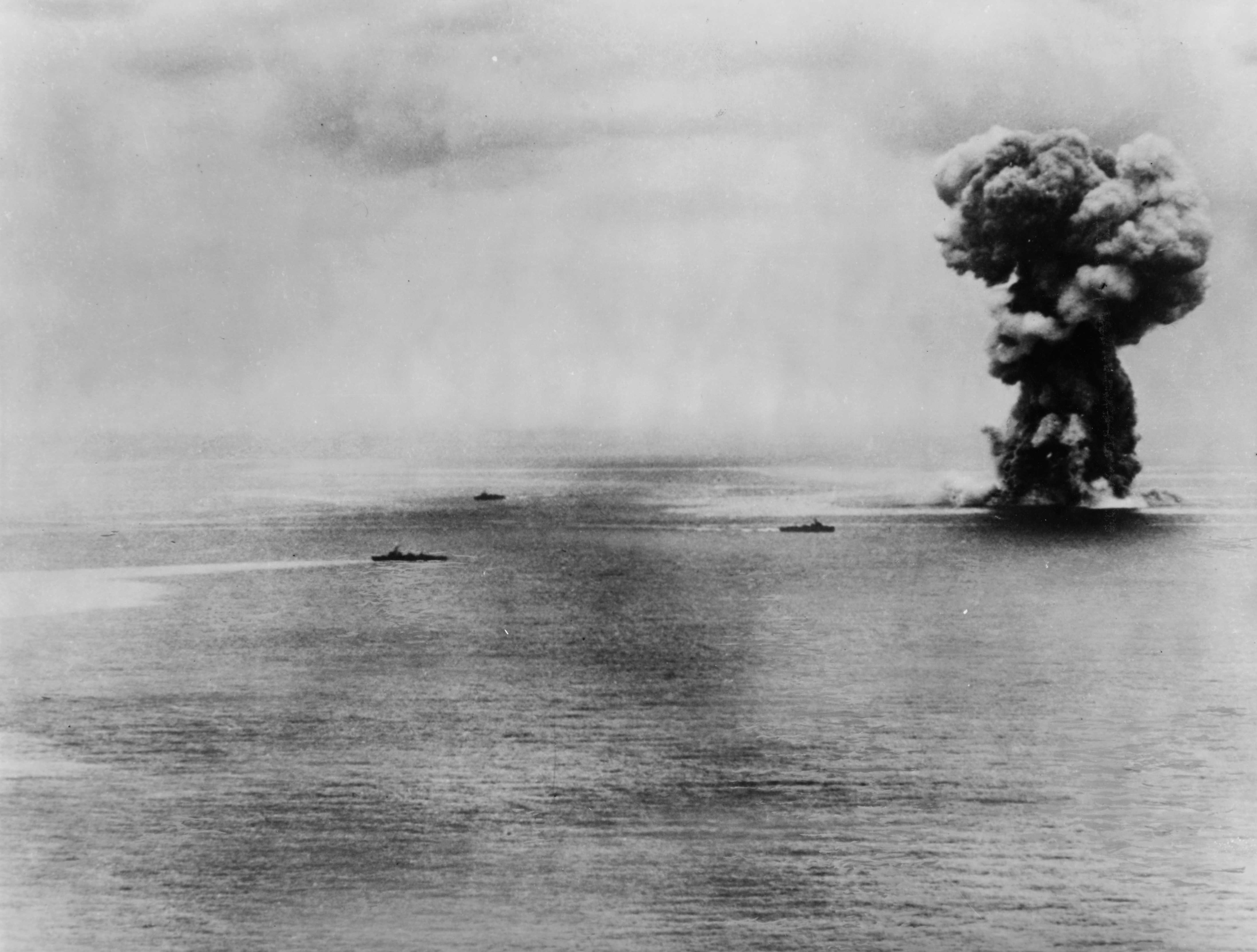
1945: Explosion der Yamato

- 1945: Während der Operation Ten-gō wird eine japanische Flotte auf dem Weg nach Okinawa von amerikanischen Flugzeugen abgefangen. Das Flaggschiff Yamato, größtes Schlachtschiff der Welt, wird versenkt, und 3.500 japanische Seeleute sterben.
- 1945: In Hadersdorf am Kamp werden in der Endphase des Zweiten Weltkriegs bei der so genannten „Kremser Hasenjagd“ 61 entlassene politische Häftlinge von der SS erschossen.

1948: Flagge der WHO

- 1948: Mit der Ratifikation durch den 26. Staat tritt die am 22. Juli 1946 von den Vereinten Nationen in New York verabschiedete Verfassung der Weltgesundheitsorganisation (World Health Organization) in Kraft. Die WHO gilt damit als gegründet.
- 1953: Der Schwede Dag Hammarskjöld wird als Nachfolger des zurückgetretenen Norwegers Trygve Lie zum Generalsekretär der Vereinten Nationen gewählt.
- 1954: US-Präsident Dwight D. Eisenhower präsentiert auf einer Pressekonferenz die von Dean Acheson und John Foster Dulles entwickelte Domino-Theorie zum Kalten Krieg. Der Gefahr des dominoartigen Kippens mehrerer Staaten in den Kommunismus soll mit der Rollback-Politik begegnet werden.
- 1955: Anthony Eden übernimmt als Nachfolger des aus gesundheitlichen Gründen zurückgetretenen Churchill das Amt des britischen Premierministers.
- 1956: In Wien hält die aus dem Verband der Unabhängigen (VdU) hervorgegangene Freiheitliche Partei Österreichs (FPÖ) ihren ersten Bundesparteitag ab. Erster Bundesparteiobmann wird der ehemalige SS-Brigadeführer Anton Reinthaller.

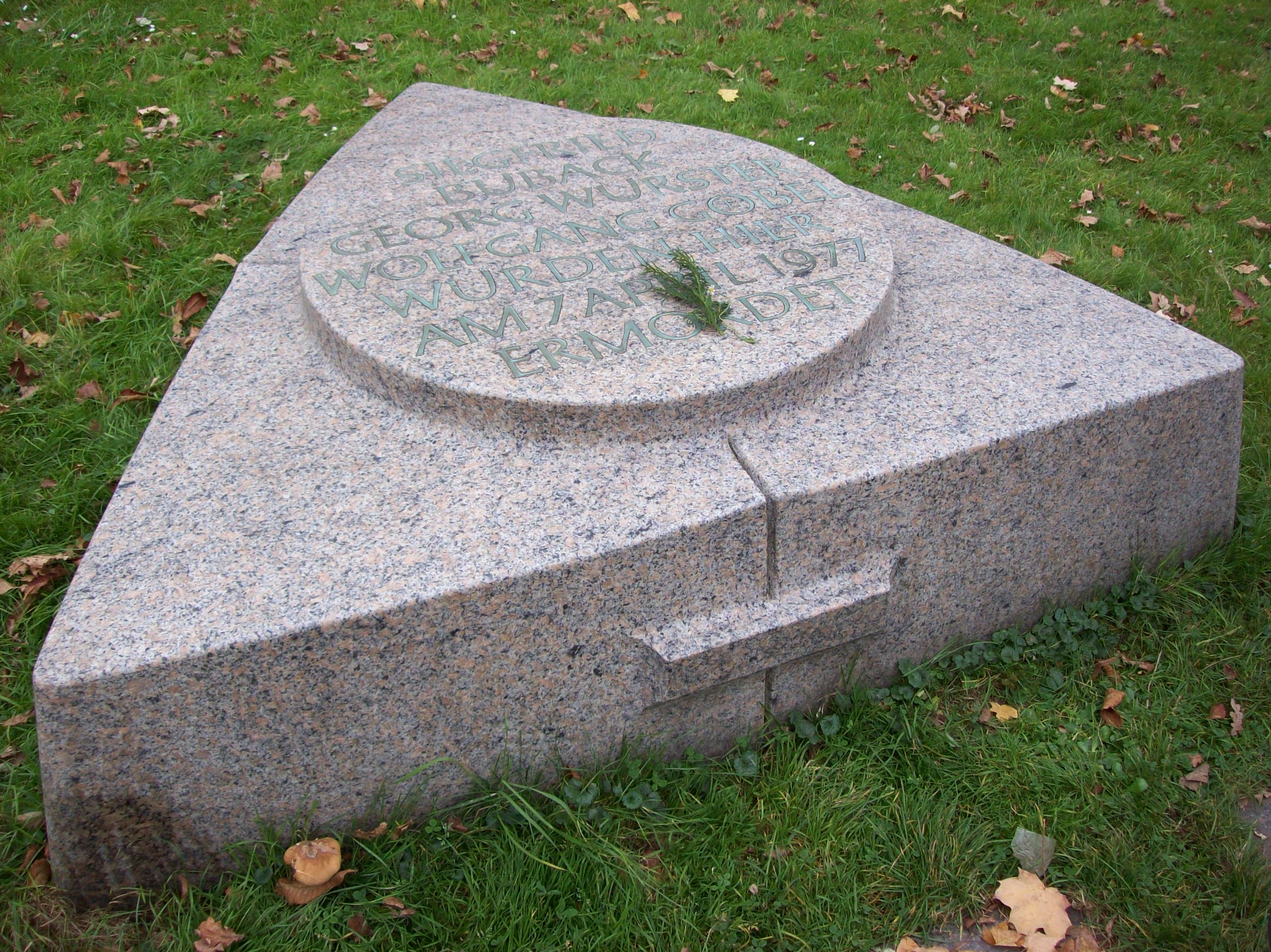
1977: Gedenkstein am Tatort

- 1977: Der deutsche Generalbundesanwalt Siegfried Buback wird in Karlsruhe von RAF-Terroristen erschossen. Mit ihm stirbt beim Attentat sein Fahrer Wolfgang Göbel. Der Fahrbereitschaftsleiter Georg Wurster erliegt einige Tage später seinen Verletzungen.
- 1979: Der nach der Islamischen Revolution verhaftete langjährige Ministerpräsident Amir Abbas Hoveyda wird im Iran nach seinem Todesurteil erschossen.
- 1994: Eins der ersten Opfer im Völkermord in Ruanda ist die Premierministerin Agathe Uwilingiyimana, die gemeinsam mit zu ihrem Schutz abgestellten belgischen UNO-Soldaten der UNAMIR von Hutu-Milizen in ihrem Haus ermordet wird. Die Macht im Staat übernimmt Oberst Théoneste Bagosora.
- 1997: In der Republik Zaïre entziehen die von Laurent-Désiré Kabila angeführten Rebellen während des ersten Kongokrieges mit der Eroberung der Provinzhauptstadt Lubumbashi, der zweitgrößten Stadt des Landes, Präsident Mobutu Sese Seko und seinem Regime die finanzielle Basis für den Machterhalt.
- 2005: Im brasilianischen Bundesstaat Pernambuco besetzt die Bewegung der Landarbeiter ohne Boden mehrere Farmen. Die Bewegung fordert von der Regierung rasche Landreformen.

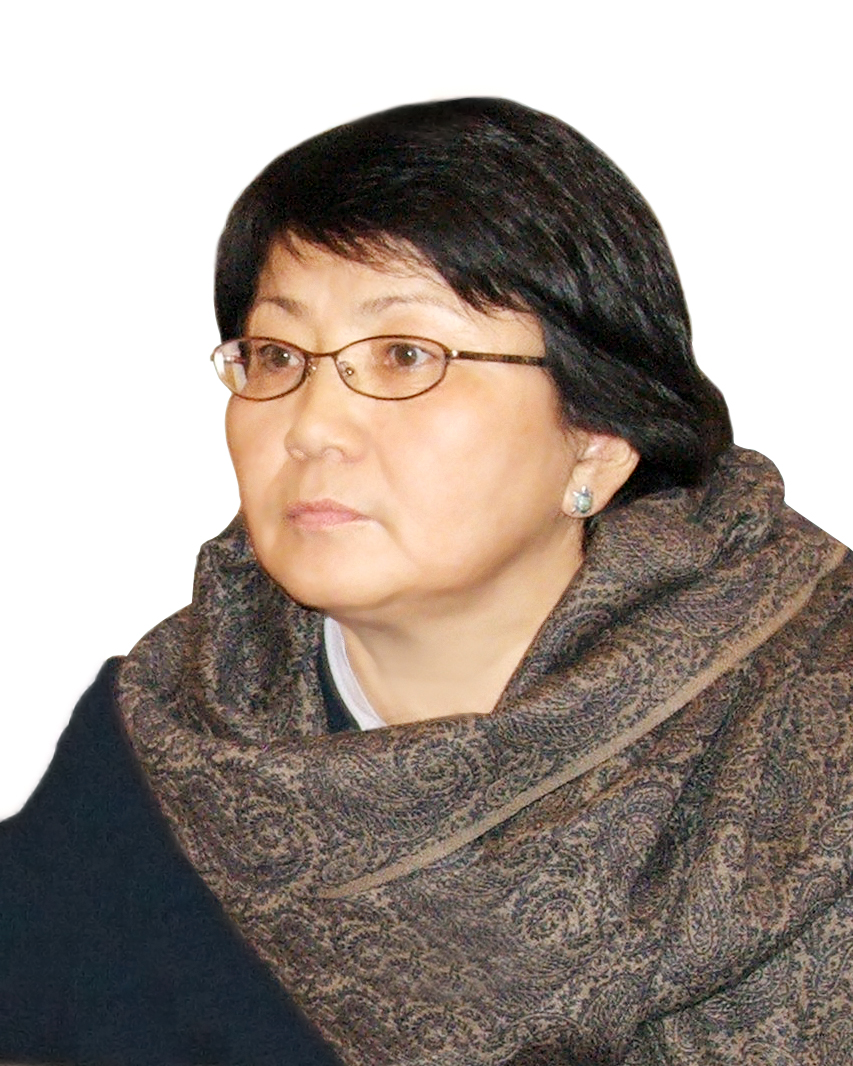
2010: Rosa Otunbajewa

- 2010: Nach tagelangen Unruhen in Kirgisistan, bei denen 75 Menschen ums Leben gekommen sind, erklärt die Opposition den Sturz der Regierung und die Bildung einer Übergangsregierung unter Ex-Außenministerin Rosa Otunbajewa. Der bisherige Regierungschef Kurmanbek Bakijew flüchtet in den Süden des Landes.

2013: Referendum im Elsass

- 2013: Ein Referendum zur Schaffung einer vereinigten Gebietskörperschaft im Elsass scheitert an zu geringer Wahlbeteiligung. Zudem wird es mehrheitlich im Oberelsass abgelehnt.

### Wirtschaft

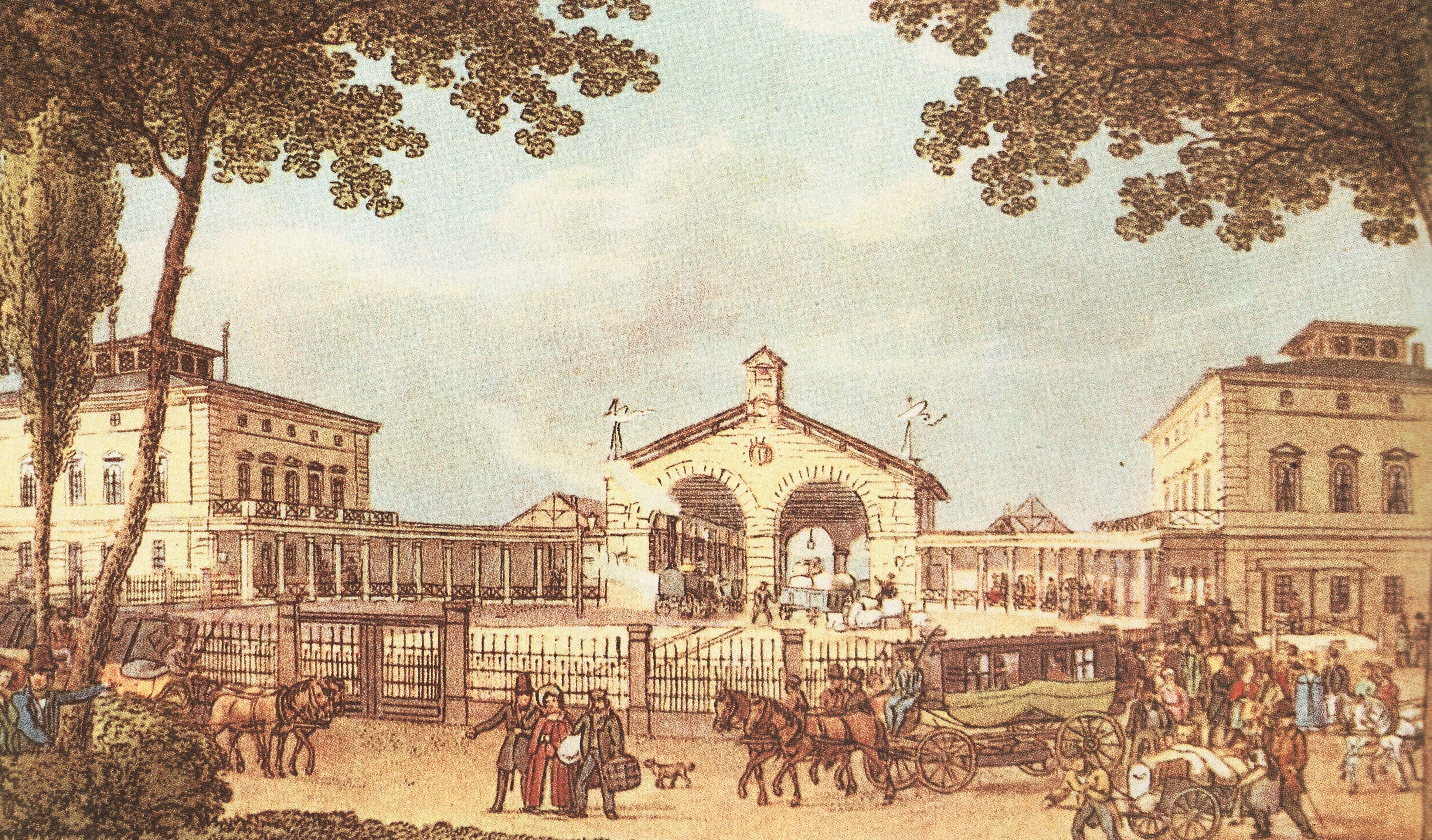
1839: Leipziger Bahnhof

- 1839: Erstmals fährt ein Zug über die neu eröffnete Elbebrücke bei Riesa. Damit ist die Leipzig-Dresdner Eisenbahn, die erste deutsche Eisenbahn-Fernverbindung fertiggestellt. Gleichzeitig mit der Eröffnung der Gesamtstrecke wird auch der Endbahnhof in Dresden, der Leipziger Bahnhof, der eigentlich schon seit dem 19. Juni 1838 in Betrieb ist, offiziell eingeweiht.
- 1893: Der Kellner Maxime Gaillard eröffnet in Paris das Restaurant Maxim’s.
- 1964: IBM stellt den Großrechner System/360 vor. Mit diesem Rechner-System steht erstmals eine Plattform zur Verfügung, die eine Skalierung der Rechnerleistung bei Kompatibilität der Anwendungen ermöglicht. Viele Konzepte des System/360 sind bis heute die Basis der IBM-Großrechnerfamilien.
- 2006: Nach exakt 6 Monaten geht bei Gate Gourmet in Düsseldorf der von der Gewerkschaft Nahrung-Genuss-Gaststätten organisierte längste Streik in der Geschichte der Bundesrepublik Deutschland zu Ende. Die Streitparteien schließen ein Tarifpaket.

### Wissenschaft und Technik
- 378 v. Chr.: Babylonische Astronomen protokollieren ihre Beobachtungsergebnisse der Mondfinsternis vom 6./7. April.
- 1348: Der deutsche König Karl IV. gründet in Prag die Alma Mater Carolina als erste deutsche Universität und erste Universität nördlich der Alpen.
- 1969: Das RFC 1 mit dem Titel Host Software wird veröffentlicht. Dies kann als die Geburtsstunde des Internets bezeichnet werden.

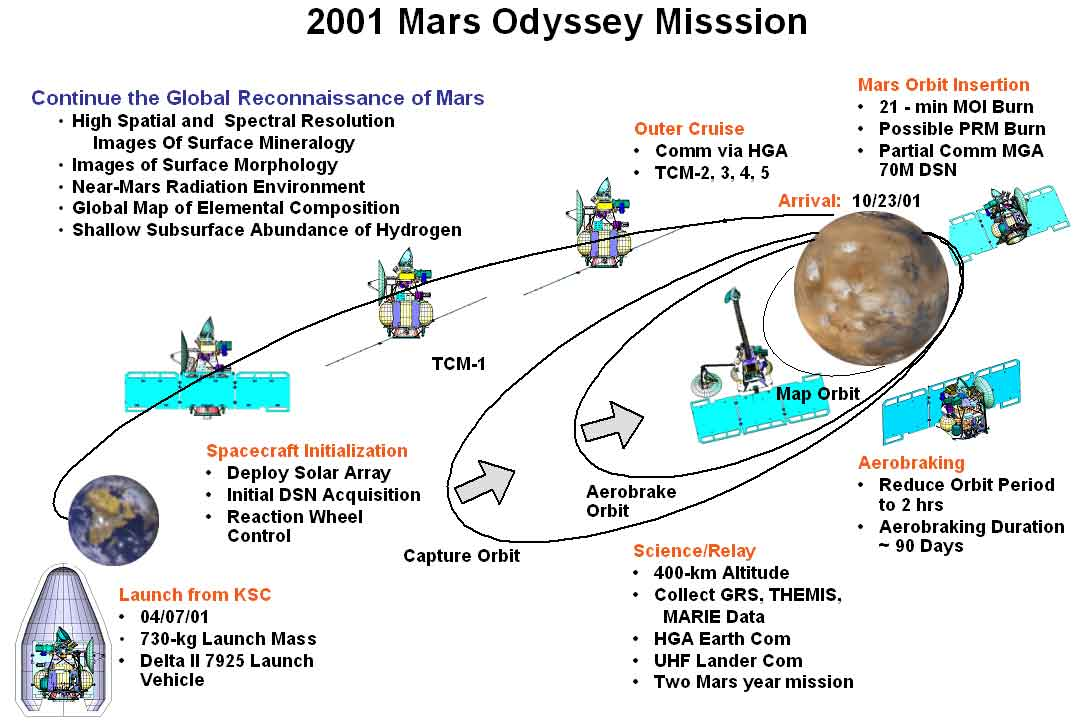
2001: Mars Odyssey

- 2001: Von Cape Canaveral aus erfolgt mittels einer Delta-II-Trägerrakete der Start der nach Stanley Kubricks Film 2001: Odyssee im Weltraum benannten NASA-Raumsonde Mars Odyssey, die den Mars erforschen soll.

### Kultur

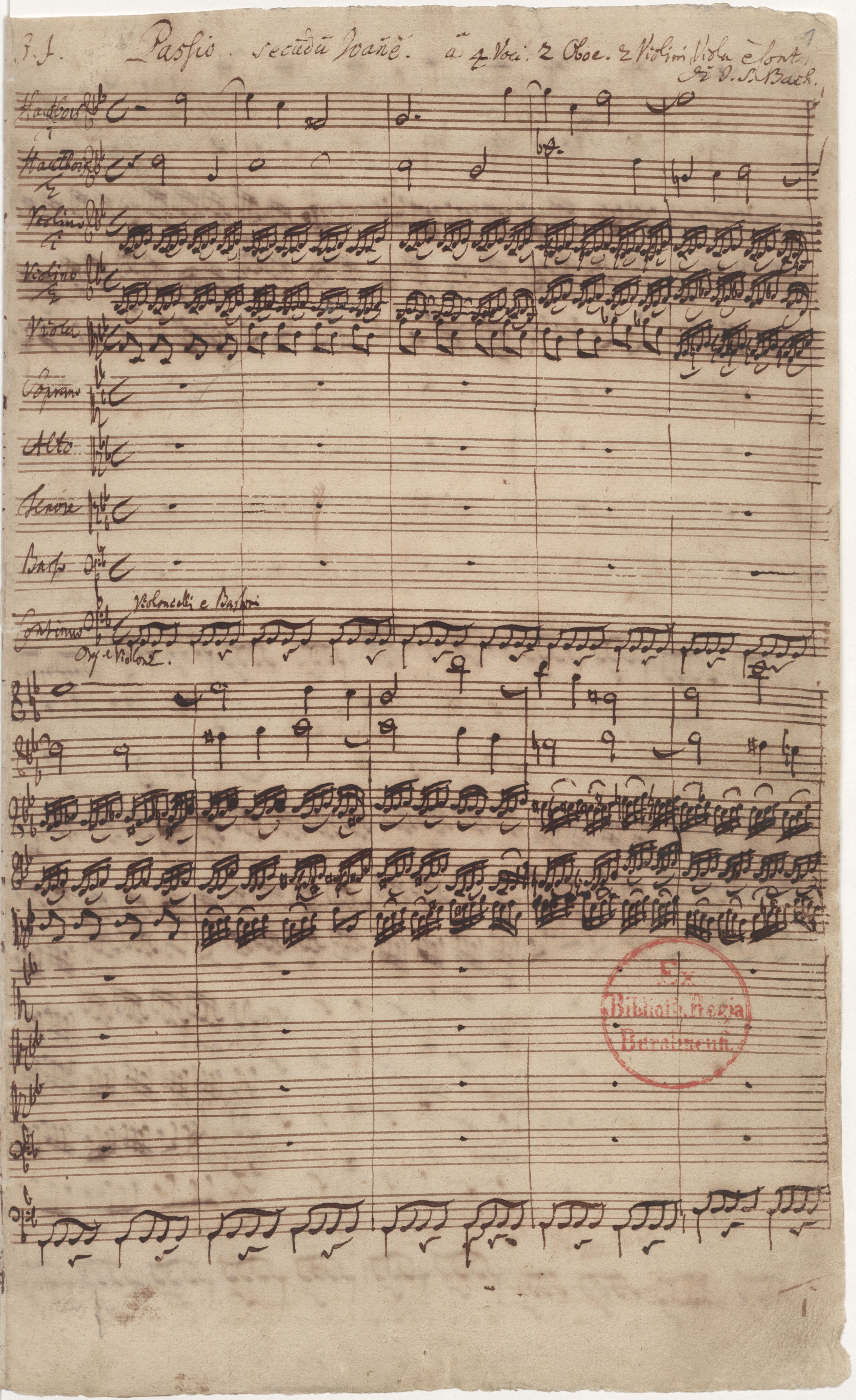
1724: Autograph der ersten Seite der Johannes-Passion

- 1724: Die Johannespassion (BWV 245) von Johann Sebastian Bach wird am Karfreitag in der Nikolaikirche in Leipzig erstmals aufgeführt.
- 1776: Die Spatzenmesse von Wolfgang Amadeus Mozart hat vermutlich an diesem Datum ihre Uraufführung im Salzburger Dom. Es handelt sich um eine Missa brevis et solemnis.

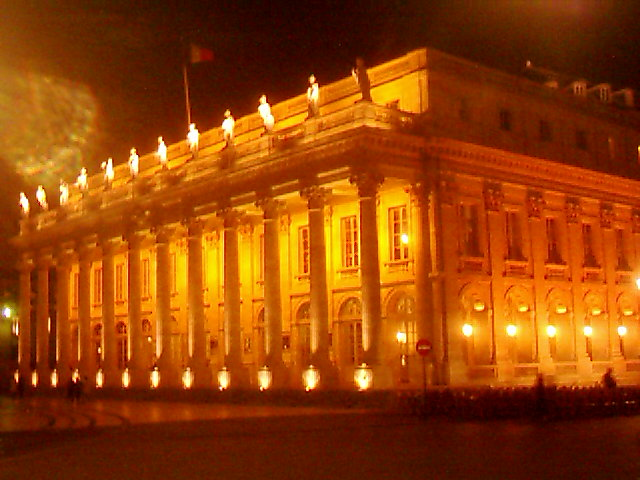
1780: Grand Théâtre in Bordeaux bei Nacht

- 1780: In Bordeaux wird das Grand Théâtre eröffnet, das von Zeitgenossen als größtes und schönstes Theater in Frankreich bezeichnet wird. Gespielt wird bei der Festveranstaltung Jean Racines Drama Athalie.

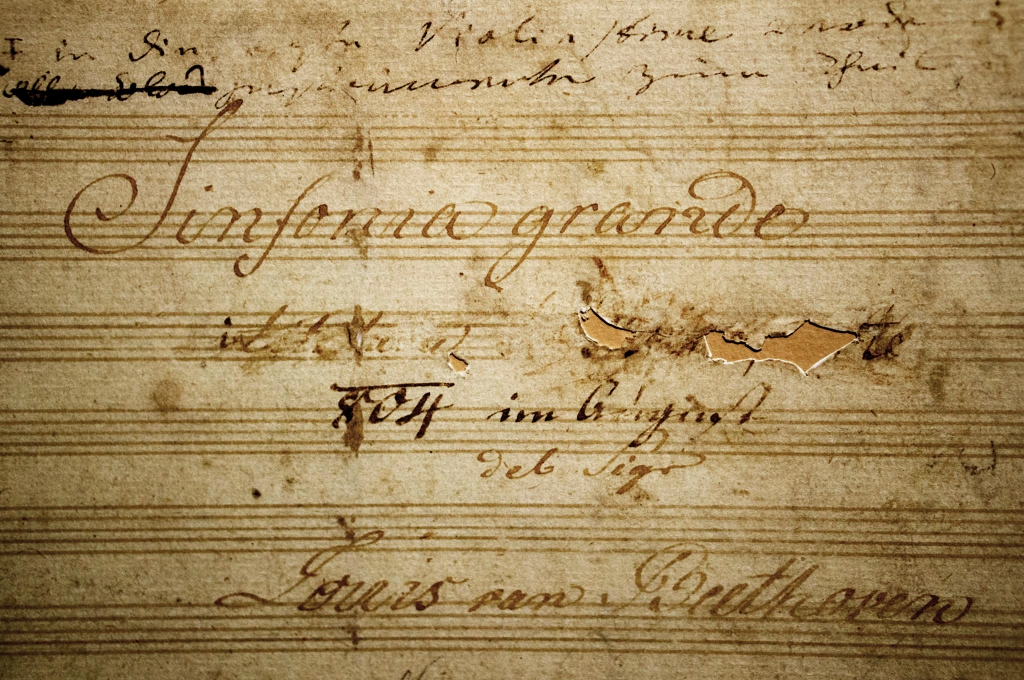
1805: Titelblatt der Eroica

- 1805: Die 3. Sinfonie (Eroica) von Ludwig van Beethoven wird im Theater an der Wien unter der Leitung des Komponisten erstmals öffentlich aufgeführt.
- 1824: Die Missa solemnis von Ludwig van Beethoven wird zur Gänze erstmals als Oratorium bei der Philharmonischen Gesellschaft in Sankt Petersburg aufgeführt.
- 1826: In München legt König Ludwig den Grundstein für die Pinakothek, die seine Gemäldesammlung aufnehmen wird.
- 1828: Das Genueser Teatro Carlo Felice wird mit Vincenzo Bellinis Oper Bianco e Fernando feierlich eröffnet.
- 1837: Das Märchen Die Prinzessin auf der Erbse von Hans Christian Andersen erscheint in Dänemark in einer Ausgabe der Reihe Märchen, für Kinder erzählt.
- 1950: Nach der Freigabe durch die sowjetische Filmzensur wird der „Überläufer“ Die Kreuzlschreiber in Ost-Berlin uraufgeführt. Eduard von Borsodys Film frei nach dem Volksstück von Ludwig Anzengruber ist während des Zweiten Weltkriegs begonnen und nach dem Krieg von der DEFA fertiggestellt worden.
- 1965: Die Uraufführung der komischen Oper Der junge Lord von Hans Werner Henze erfolgt an der Deutschen Oper Berlin unter der Leitung von Christoph von Dohnányi in der Inszenierung von Rudolf Sellner. Das Libretto stammt von Ingeborg Bachmann und geht zurück auf eine Parabel von Wilhelm Hauff.

### Gesellschaft

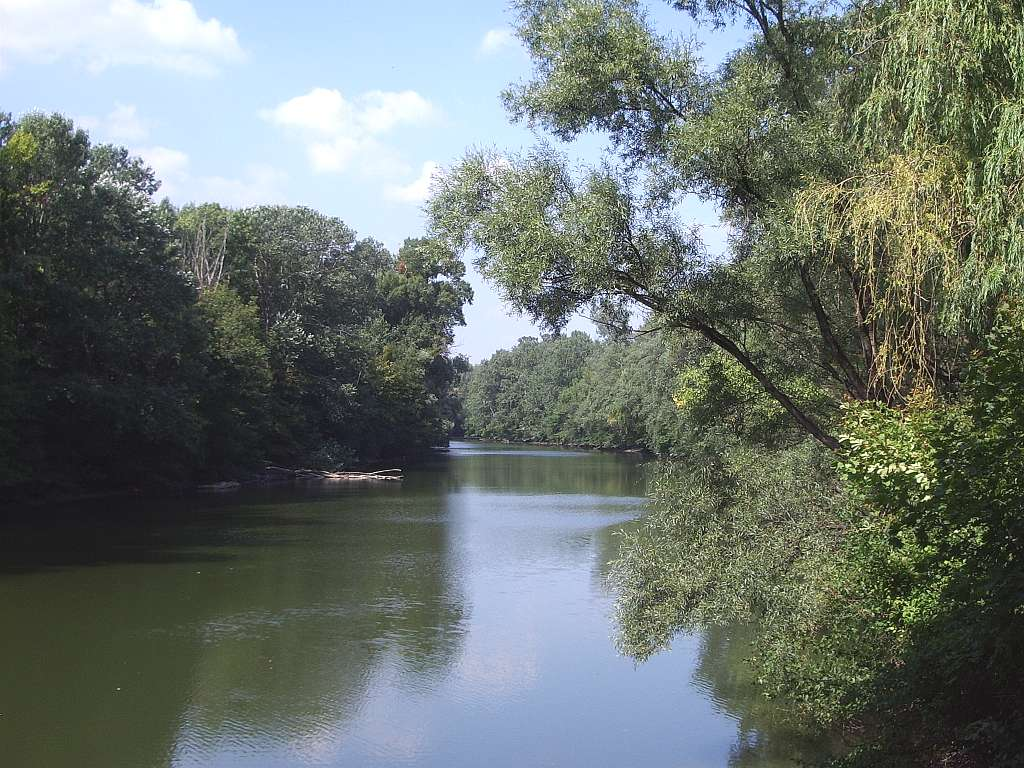
1766: Praterauen

- 1766: Joseph II. öffnet den Wiener Prater, das bisherige höfische Jagdrevier, für die Nutzung durch die Allgemeinheit.
- 1924: In Berlin-Charlottenburg wird mit dem Vereinigung der freien privaten gemeinnützigen Wohlfahrtseinrichtungen Deutschlands e. V. der Vorläufer des Paritätischen Wohlfahrtsverbands gegründet. Zu den Gründungsmitgliedern gehört Anna von Gierke.
- 1989: In Wien werden vier Beschäftigte des Krankenhauses Lainz unter Mordverdacht verhaftet. Als Todesengel von Lainz haben sie den Ermittlungen zufolge in sechs Jahren eine größere Anzahl von Patienten getötet.
- 2005: Am Strand von Sheerness im Südosten Englands wird ein offenbar verwirrter Mann aufgefunden, der einen tropfnassen schwarzen Anzug trägt und nicht spricht. Später wird er als Piano Man bekannt.

### Religion
- 1449: Der 1439 zum Gegenpapst gewählte Felix V., als Amadeus VIII. zuvor Herzog von Savoyen, lässt sich nach der Gewährung reicher Privilegien zum Rücktritt bewegen und nimmt die Ämter als Kardinalbischof von Sabina und Genf an. Er gilt als letzter historischer Gegenpapst.
- 1655: Fabio Chigi wird nach einem 79-tägigen Konklave zum Papst gewählt und nimmt den Namen Alexander VII. an.

### Katastrophen

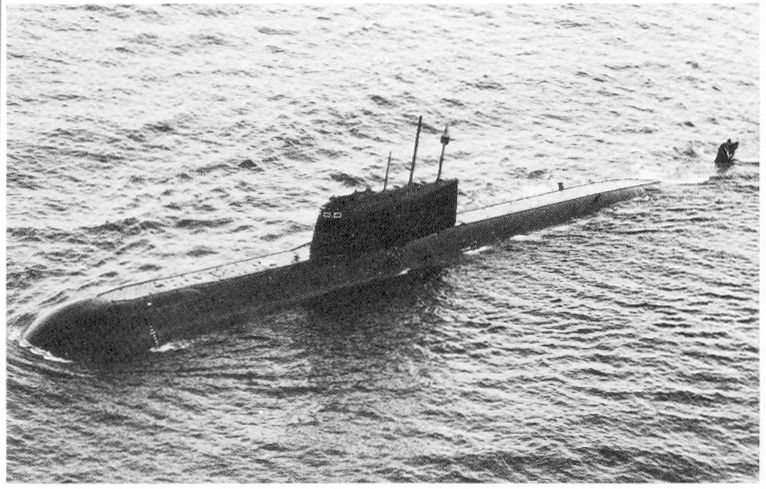
1989: Komsomolez (K-278)

- 1989: Das sowjetische Atom-U-Boot Komsomolez sinkt nach einem Feuer im Heckraum vor der norwegischen Bäreninsel. 42 Seeleute kommen ums Leben, bis heute besteht die Gefahr einer radioaktiven Verseuchung.
- 1990: Auf der zwischen Norwegen und Dänemark verkehrenden dänischen Fähre Scandinavian Star kommt es zu einem Großbrand, bei dem 158 Passagiere ums Leben kommen.

Kleinere Unglücksfälle sind in den Unterartikeln von Katastrophe und in der Liste von Katastrophen aufgeführt.

### Sport
- 1919: Der französische Fußballverband Fédération Française de Football wird gegründet.
- 1989: Im längsten Tennisspiel der Davis-Cup-Geschichte seit der Einführung des Tie-Breaks besiegt der Österreicher Horst Skoff den Schweden Mats Wilander im Wiener Ferry Dusika-Stadion in 6 Stunden und 4 Minuten 6-7, 7-6, 1-6, 6-4, 9-7.

Einträge von Leichtathletik-Weltrekorden befinden sich unter der jeweiligen Disziplin unter Leichtathletik.

## Geboren

### Vor dem 18. Jahrhundert
- 1206: Otto II., Herzog von Bayern und Pfalzgraf bei Rhein
- 1251: George de Cantilupe, englischer Adeliger

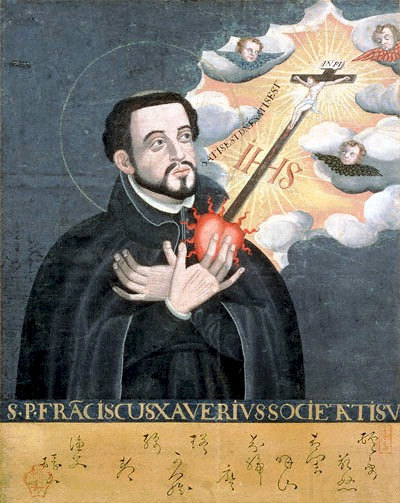
Franz Xaver (* 1506)

- 1506: Franz Xaver (Francisco de Xavier y Jassu), spanischer Missionar in Asien, Mitbegründer der Gesellschaft Jesu
- 1514: Joachim I. von Alvensleben, Burgherr in Erxleben, Gelehrter und Reformator
- 1539: Tobias Stimmer, Schweizer Maler
- 1571: Peter Piscator, deutscher orientalischer Philologe und lutherischer Theologe
- 1577: Thomas Sagittarius, deutscher Philologe, philosophischer Logiker und Pädagoge
- 1585: Niklaus Geisler, Schweizer Bildhauer und Architekt
- 1608: Johann Brunnemann, deutscher Jurist
- 1611: Henriette von Lothringen, Fürstin von Pfalzburg und Lixheim
- 1613: Gerard Dou, niederländischer Maler des Barock
- 1629: Juan José de Austria, spanischer Heerführer und Staatsmann
- 1634: Heinrich Siegel, deutscher frühkapitalistischer Unternehmer
- 1644: Nathaniel Johnson, englischer bzw. britischer Gouverneur der Province of Carolina
- 1644: François de Neufville, duc de Villeroy, französischer General und Marschall von Frankreich
- 1648: John Sheffield, 1. Duke of Buckingham and Normanby, britischer Staatsmann und Dichter
- 1666: Wilhelm Hyacinth, Prinz von Oranien

### 18. Jahrhundert
- 1702: Anton August von Hagen, königlich-polnischer und kurfürstlich-sächsischer Kammerherr
- 1704: Guillaume François Berthier, französischer Jesuit und Publizist
- 1706: Christian Wilhelm von Zieten, königlich-preußischer Generalmajor

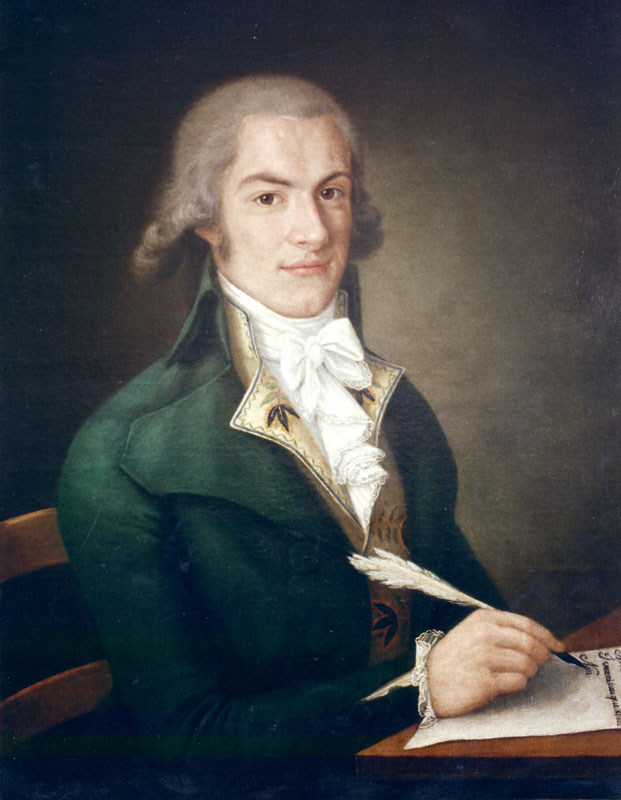
Nicola Sala (* 1713)

- 1713: Nicola Sala, italienischer Komponist
- 1714: Alexis Duchâteau, französischer Apotheker und Erfinder von Porzellanzähnen
- 1714: Friedrich Ebenhöch, deutscher Jurist, hochfürstlich-würzburgischer Hof- und Konsistorialrat
- 1716: Gottfried Christian Freiesleben, deutscher Bibliothekar, Übersetzer und Schriftsteller
- 1717: Alexander von Budberg, preußischer Generalleutnant
- 1717: Johann Christoph Rost, deutscher Dichter
- 1717: Friedrich Albert von Schwerin, preußischer Generalmajor, Oberstallmeister und Geheimer Etatsminister
- 1718: Hugh Blair, schottischer Geistlicher, Schriftsteller und Rhetoriker
- 1720: Friedrich Ernst von Wrangel, preußischer Generalmajor
- 1721: Jean-Baptiste Britard, genannt Brizard, französischer Schauspieler
- 1724: Friedrich von Knauss, deutscher Kleinuhrmacher, Automatenbauer und Erfinder
- 1724: Hans Ludwig Müller, Schweizer Unternehmer

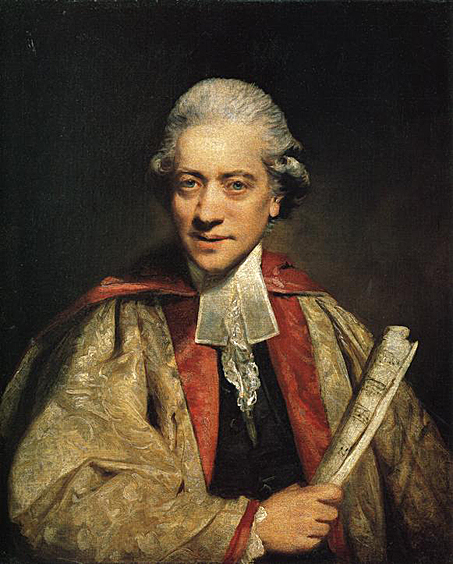
Charles Burney (* 1726)

- 1726: Charles Burney, britischer Komponist und Musikhistoriker
- 1726: Wilhelm Jenamy, österreichischer Jesuit
- 1727: Michel Adanson, französischer Botaniker
- 1727: Johann Christoph Ilsemann, deutscher Apotheker, Chemiker und Mineraloge
- 1727: Franz Georg Ernst von Sturmfeder, Freiherr und kurpfälzischer bzw. pfalz-bayerischer Hofbeamter
- 1729: Johanna Dorothea Sysang, deutsche Kupferstecherin, Radiererin und Illustratorin
- 1731: Friedrich Joachim von Grotenhielm, russischer Generalmajor
- 1733: Johann Lorenz Rugendas der Ältere, deutscher Maler, Kupferstecher und Kunstverleger
- 1736: Johann Christian Neuber, deutscher Steinschneider und Hofjuwelier
- 1737: Natalja Alexandrowna Repnina, russische Adlige und Hofdame
- 1741: Jakob Friedrich von Holtzendorff, preußischer Generalleutnant
- 1742: Gunning Bedford, US-amerikanischer Politiker, Gouverneur von Delaware
- 1744: Johann Christian Jürgensen, deutsch-dänischer Weißbäcker, Instrumentenbauer und Chronist
- 1745: Jiří Družecký, tschechischer Oboist und Komponist
- 1746: Peter Anton von Frank, deutscher Rechtswissenschaftler, Historiker und Hochschullehrer
- 1746: Rose Vestris, französische Schauspielerin
- 1748: Georg Wenzel Ritter, deutscher Fagottist und Komponist
- 1750: Maria Beatrice d’Este, Herzogin von Massa und Carrara
- 1755: Donatien-Marie-Joseph de Vimeur, vicomte de Rochambeau, französischer General
- 1756: Joseph Gehot, belgischer Violinist und Komponist
- 1757: Johann Nepomuk Brockhoff, deutscher Kanzleidirektor, Land- und Stadtgerichtsdirektor sowie Geheimer Hofrat
- 1758: August Franz Essenius, königlich-polnischer und kurfürstlich-sächsischer Oberamtmann
- 1758: August Moßdorff, deutscher Beamter und führender Jakobiner

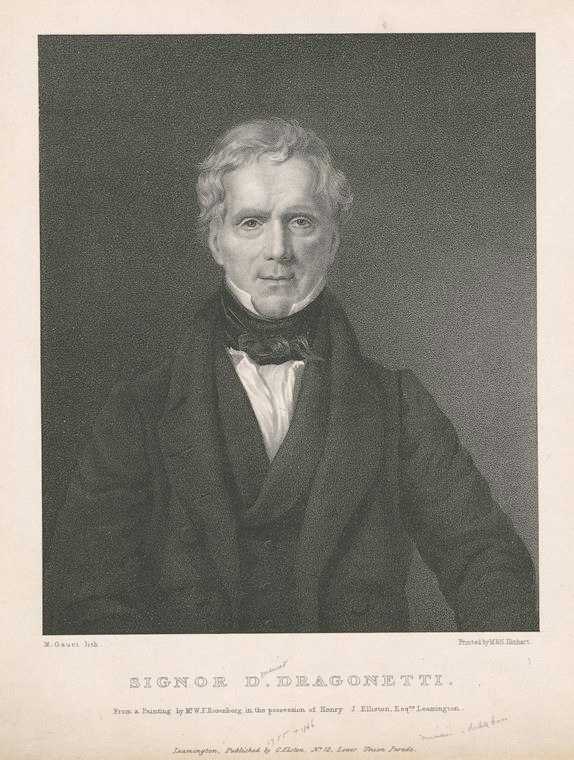
Domenico Dragonetti (* 1763)

- 1763: Domenico Dragonetti, italienischer Kontrabassist und Komponist
- 1765: Johann Baumgarten, deutscher Arzt und Botaniker
- 1766: Joseph Schweinacher, deutscher Orgelbauer
- 1766: Achille Tocip, französischer General
- 1767: Giovanni Francesco Falzacappa, italienischer Kardinal
- 1767: Michael Schuster, böhmischer Jurist und Hochschullehrer

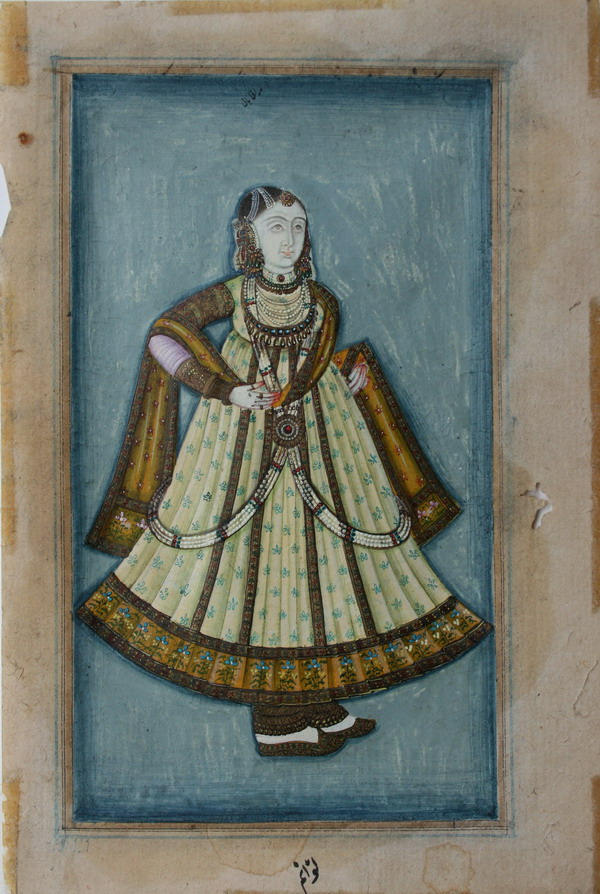
Mah Laqa Bai (* 1768)

- 1768: Mah Laqa Bai, indische Poetin, Kurtisane und Philanthropin
- 1768: Johann Friedrich August Clar, deutscher Kupferstecher
- 1768: François Français, französischer Mathematiker
- 1768: Karl Theodor Toeschi, deutscher Violinist und Komponist
- 1769: Josiah Dunham, US-amerikanischer Publizist und Politiker
- 1770: Antonio Brizzi, italienischer Opernsänger und Gesangspädagoge
- 1770: Maria Walburga Burgstaller, deutsche Sängerin und Theaterschauspielerin
- 1770: William Wordsworth, britischer Dichter
- 1771: Louis-François Binot, französischer Général de brigade
- 1771: Fra Diavolo, italienischer Straßenräuber und Widerstandskämpfer
- 1772: Christoph Ferdinand IV. Philipp von Degenfeld, deutscher Grund- und Mitherr
- 1772: Charles Fourier, französischer Gesellschaftstheoretiker
- 1772: Egid von Kobell, Mitglied des bayerischen Staatsrats
- 1773: Charles Nicolas d’Anthouard de Vraincourt, französischer Divisionsgeneral der Artillerie
- 1773: Christiane Luise Hegel, württembergische Frau des Bürgertums

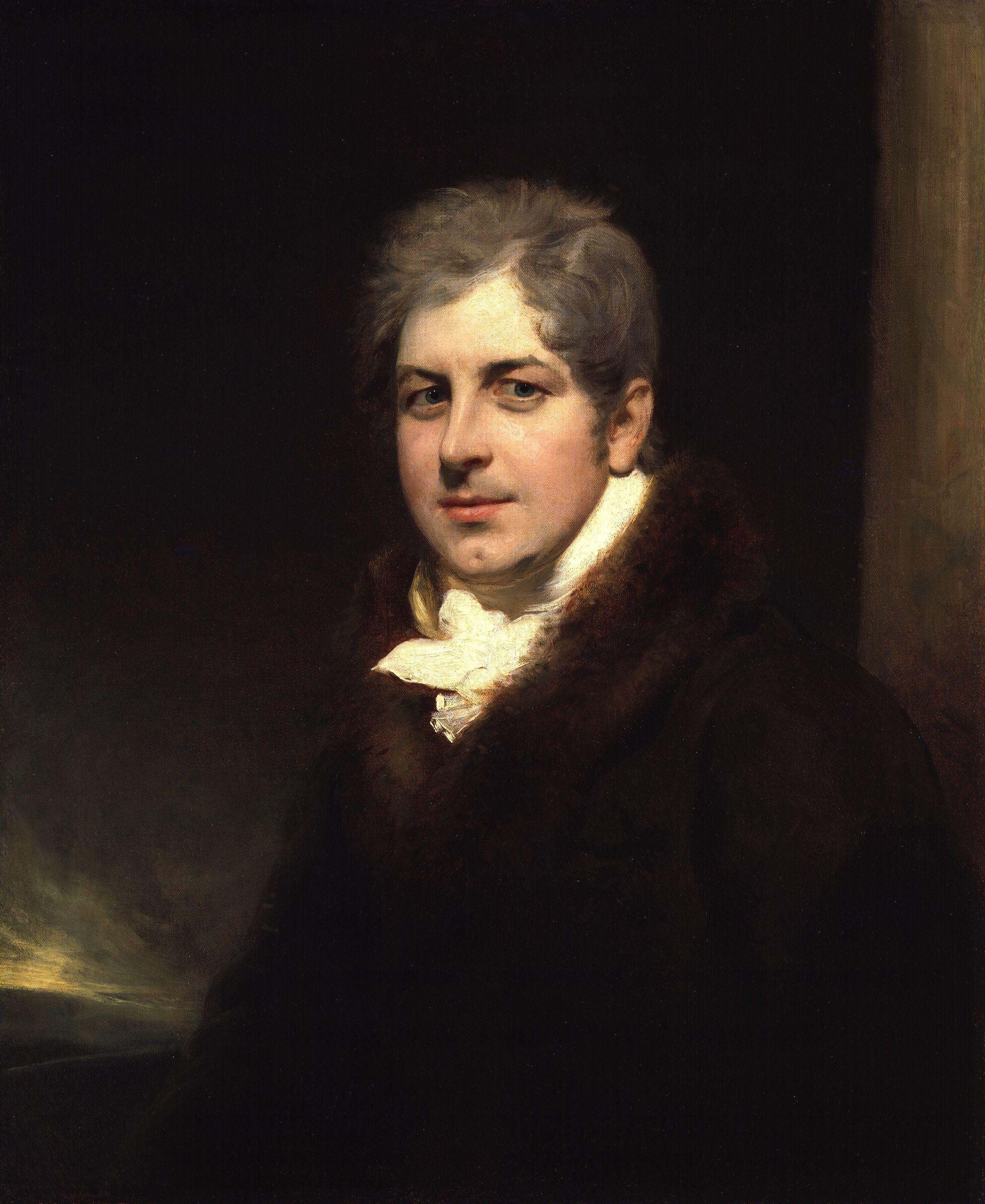
Robert William Elliston (* 1774)

- 1774: Robert William Elliston, englischer Schauspieler und Theatermanager
- 1774: Christian Ludwig Krug von Nidda, preußischer Landrat
- 1775: Johan Friedrich Leonard Dreier, norwegischer Maler, Zeichner und Illustrator
- 1775: Francis Cabot Lowell, US-amerikanischer Unternehmer
- 1775: Louis Barbe Charles Sérurier, französischer Generalkonsul
- 1776: Franz Erwein von Schönborn-Wiesentheid, deutscher Kunstsammler und Politiker
- 1776: Adam Weise, deutscher Maler, Kupferstecher, Kunstsammler, Schriftsteller, Kunsthistoriker und Zeichenlehrer
- 1777: Josef Karl Amrhyn, Schweizer Schultheiss
- 1777: Aemil von Lyncker, königlich preußischer Landrat, Offizier und Ritter des Ordens Pour le Mérite
- 1777: Orange Merwin, US-amerikanischer Politiker
- 1779: Alois von Hornberger, bayerischer Oberst
- 1780: William Ellery Channing, US-amerikanischer Redner, Theologe und Autor
- 1780: Leopold Friedrich von Kleist, preußischer Major und Postmeister
- 1780: Wolter Plasmann, preußischer Kreissekretär und Landrat
- 1780: Christian Wilhelm Spieker, brandenburgischer theologischer Schriftsteller
- 1781: Francis Leggatt Chantrey, britischer Bildhauer, Maler und Zeichner
- 1782: Marie-Anne Libert, deutsche Mykologin
- 1783: Jacob Merz, Schweizer Zeichner, Maler und Kupferstecher
- 1784: Laurenz Hannibal Fischer, deutscher Politiker
- 1784: Alexander Iwanowitsch Turgenew, russischer Historiker
- 1786: William Rufus King, US-amerikanischer Politiker
- 1786: Andreas Ludwig Adolph Meyn, deutscher Pathologe
- 1787: Maximilian zu Erbach-Schönberg, deutscher Standesherr und Abgeordneter
- 1787: Samuel McKean, US-amerikanischer Politiker
- 1789: Wilhelm Hopfgarten, deutscher Bronzegießer
- 1789: Alberto La Marmora, piemontesischer General, Senator und Naturforscher
- 1790: Johann Jakob Martin, Schweizer Politiker
- 1790: Sophie Stokar, Schweizer Sopranistin
- 1792: Joshua Alder, britischer Zoologe
- 1792: Franz Martin Drexel, österreichisch-US-amerikanischer Maler und Bankier
- 1792: August Werner von Meding, preußischer Beamter
- 1792: Karl Eduard Morstadt, deutscher Rechtswissenschaftler, Nationalökonom und Hochschullehrer

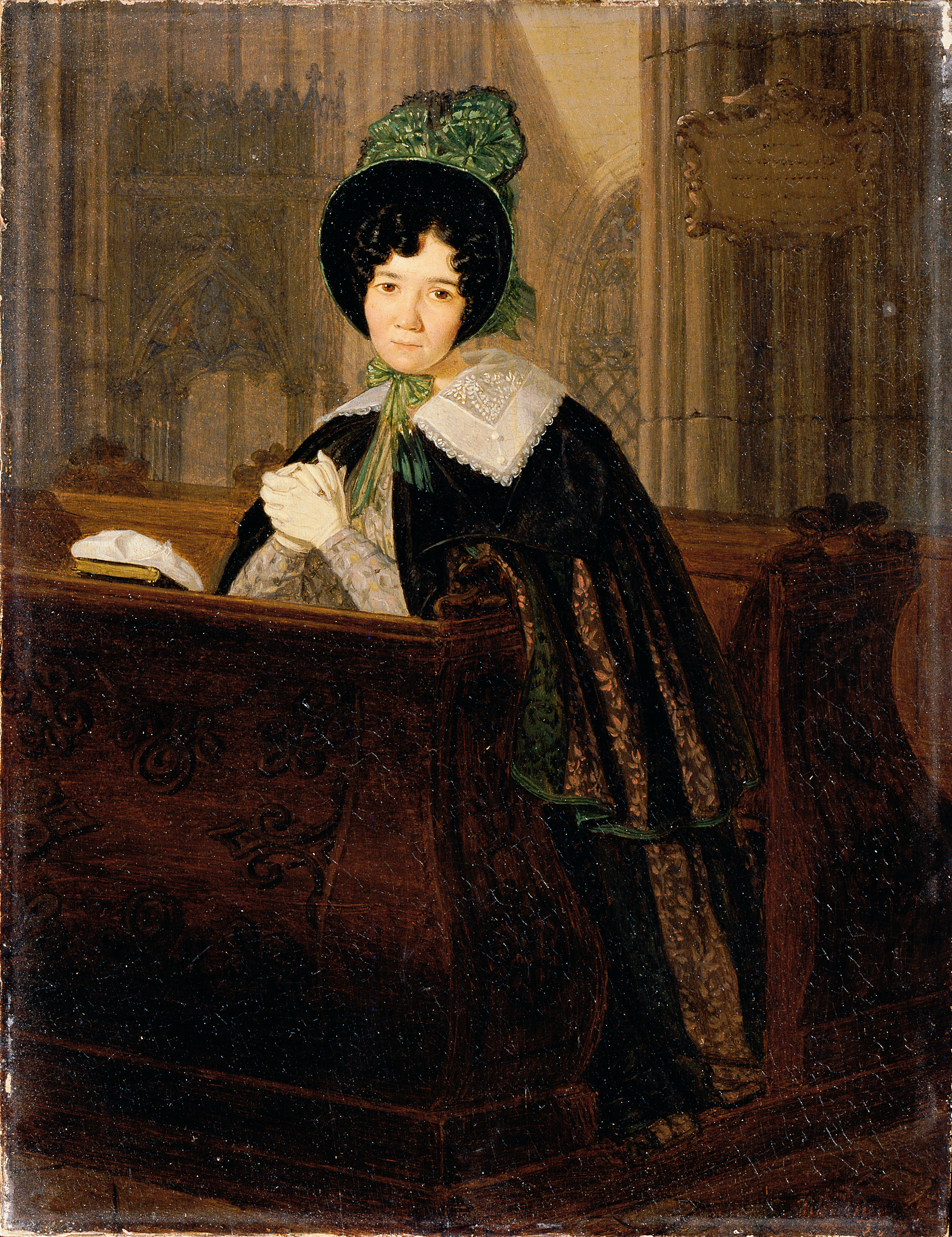
Katharina Waldmüller (* 1792)

- 1792: Katharina Waldmüller, österreichische Opernsängerin
- 1792: Gottlob Michael Wentzel, deutscher Maler
- 1793: Johann Langer, österreichischer Schriftsteller und Philanthrop
- 1794: Johann Georg Reiche, deutscher Theologe, Hochschullehrer und Konsistorialrat
- 1795: Louis-Joseph Deleuil, französischer Wissenschaftler
- 1795: Ignaz Feigerle, österreichischer Theologe und Bischof
- 1797: Louis Thomas Jerome Auzoux, französischer Modellbauer und Anatom
- 1797: Carl Friedrich Ritter, deutscher Klavierbauer
- 1798: Pasquale Lucchini, Schweizer Ingenieur und Politiker
- 1799: Max von Löwenthal, österreichischer Funktionär im Postwesen und Schriftsteller
- 1800: Ernst Heinrich Dannhauer, preußischer Generalleutnant
- 1800: Ludwig Vietor, deutscher Jurist und Politiker

### 19. Jahrhundert

#### 1801–1850

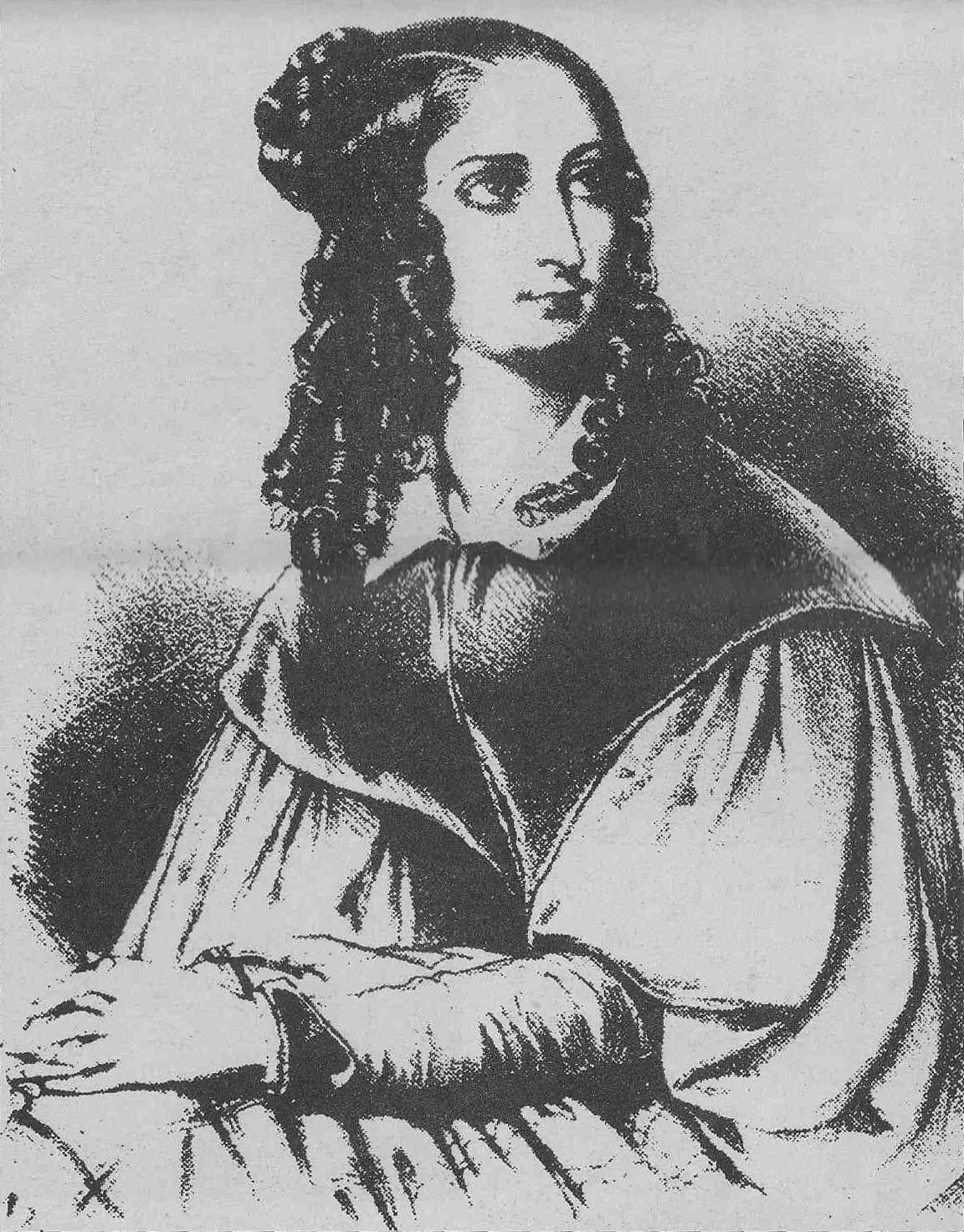
Flora Tristan (* 1803)

- 1803: Flora Tristan, französische Schriftstellerin
- 1808: František Matouš Klácel, tschechischer Dichter, Journalist und Philosoph
- 1808: Udo von Tresckow, preußischer General
- 1809: James Glaisher, britischer Meteorologe und Aeronaut
- 1809: Edward Seguin, US-amerikanischer Opernsänger und Impresario
- 1811: Franz Joseph Rudigier, österreichischer Geistlicher und Politiker, Bischof von Linz, LAbg
- 1811: Leo von Thun und Hohenstein, österreichischer Politiker und Schriftsteller, Minister, LAbg
- 1818: Martin Hertz, deutscher Altphilologe
- 1819: Hubert Léonard, belgischer Violinist und Komponist
- 1820: Amand Goegg, badischer Revolutionär und Politiker, Minister

Carl Brockhaus (* 1822)

- 1822: Carl Brockhaus, deutscher Volksschullehrer und Freikirchler, Persönlichkeit der Brüderbewegung
- 1825: Augustin Mouchot, französischer Gymnasiallehrer, Pionier der Solarthermie
- 1826: Hermann Berens, deutscher Pianist und Komponist
- 1827: Christian Friedrich Röder, deutscher Mundartsänger und -dichter
- 1829: Georg Wilhelm Schulze, deutscher Pastor
- 1831: Karl Friederichs, deutscher Archäologe
- 1831: Moïse Vautier, Schweizer Schmied, Unternehmer und Politiker
- 1837: Anderson Abbott, kanadischer Arzt
- 1837: Emil Ludwig Schmidt, deutscher Anthropologe
- 1838: Ferdinand Heinrich Thieriot, deutscher Komponist
- 1839: Anton Ambrož, tschechischer Komponist, Militärkapellmeister und Posaunist
- 1839: Ida Ferenczy, ungarische Hofdame, Dienerin von Kaiserin Elisabeth
- 1840: Angelo De Gubernatis, italienischer Orientalist, Dichter und Literaturhistoriker
- 1841: Ferdinand Wallbrecht, deutscher Architekt, Bauunternehmer und Politiker, MdR
- 1846: Franz Ries, deutscher Violinist, Komponist und Musikalienhändler
- 1847: Jens Peter Jacobsen, dänischer Schriftsteller
- 1850: Robert de Bonnières, französischer Schriftsteller
- 1850: Max Ohnefalsch-Richter, deutscher Archäologe

#### 1851–1900
- 1851: Otto Klauwell, deutscher Komponist
- 1851: Johannes Miesler, deutscher Unternehmer, Verleger und Drucker
- 1852: Melanie Horsetzky von Hornthal, österreichische Bildhauerin

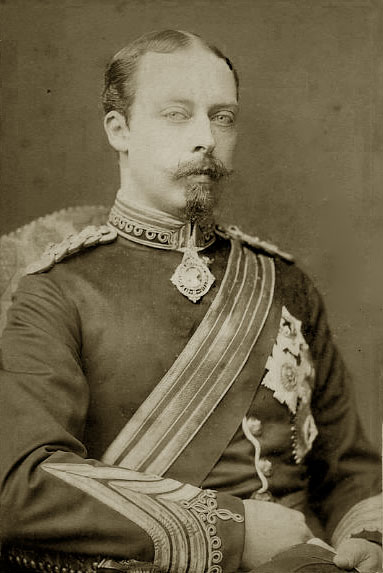
Leopold (* 1853)

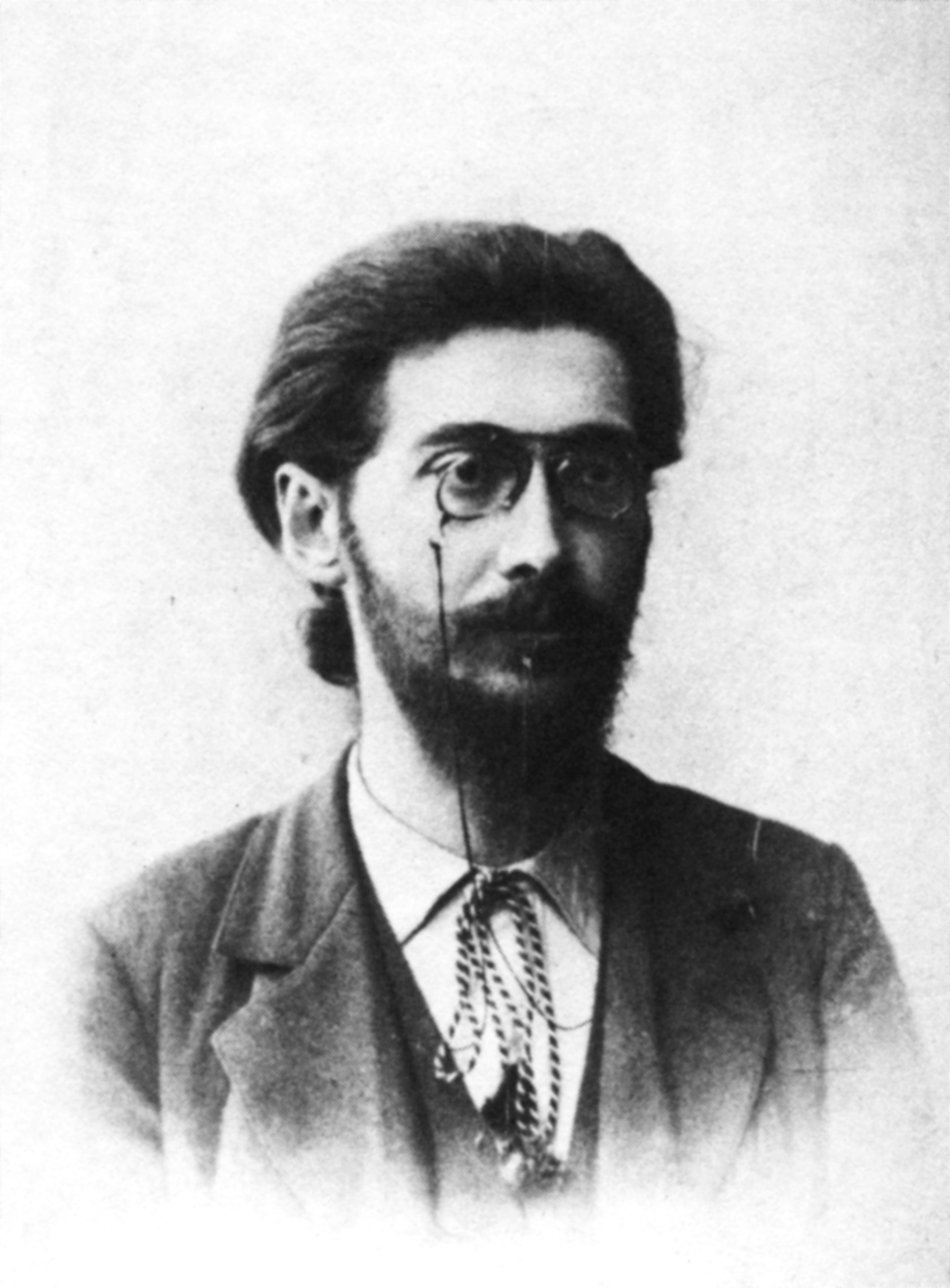
Gustav Landauer (* 1870)

Teresa del Riego (* 1876)

- 1853: Martial Caillebotte, französischer Komponist, Pianist, Philatelist und Fotograf
- 1853: Leopold, 1. Duke of Albany, britischer Prinz, Sohn von Königin Viktoria
- 1858: Rachel Beer, britische Journalistin, Redakteurin und Zeitungsverlegerin
- 1859: Jacques Loeb, deutscher Biologe
- 1859: Carl Pauen, deutscher Moderner Fünfkämpfer
- 1860: James Adam, britischer Altphilologe
- 1860: Max Aschenborn, Ministerialdirektor im Reichspostamt
- 1860: Will Keith Kellogg, US-amerikanischer Industrieller
- 1860: Rudolf Nováček, tschechischer Komponist und Dirigent
- 1862: Christian Landenberger, deutscher Maler des Impressionismus
- 1862: Hermann Josef Schneider, tschechischer Komponist, Dirigent und Musikverleger
- 1865: Otto Baschin, deutscher Geograph und Meteorologe
- 1865: Wilhelm Glässing, Jurist und Kommunalpolitiker, Oberbürgermeister von Darmstadt
- 1865: Anna zu Mecklenburg, deutsche Prinzessin, Angehörige des großherzoglichen Hauses von Mecklenburg-Schwerin
- 1866: Erik Ivar Fredholm, schwedischer Professor für Mathematik
- 1866: Hans Georg von Doering, deutscher Offizier und Kolonialbeamter
- 1866: Richard Reisch, österreichischer Jurist, Politiker, Bundesminister, Präsident der Oesterreichischen Nationalbank
- 1867: Adolf Aisch, deutscher Pfarrer und Schriftsteller
- 1868: Federico Caprilli, italienischer Rittmeister
- 1868: José de Castro, portugiesischer Rechtsanwalt, Journalist und Politiker, Premierminister
- 1870: Gustav Landauer, deutscher Schriftsteller und Anarchist
- 1870: Joseph Ryelandt, belgischer Komponist
- 1873: Friedrich von Oppeln-Bronikowski, deutscher Schriftsteller und Kulturhistoriker
- 1874ː Martha Harpf, deutsche Kauffrau und Politikerin (DDP, SPD), MdPl, Opfer der Schoa
- 1874: Friedrich Kayssler, deutscher Schriftsteller
- 1876ː Mathilde Huber, deutsche Malerin und Textilkünstlerin
- 1876: Teresa del Riego, englische Pianistin, Geigerin und Komponistin
- 1876: Heinrich Tessenow, deutscher Architekt der Reformarchitektur und Hochschullehrer
- 1879: Angelo Dibona, italienischer Kletterer und Bergführer
- 1879: Jules Robin, französischer Autorennfahrer
- 1879: Hermann Schwab, deutscher Journalist, Pressedienst-Gründer
- 1880: Fritz Grünbaum, österreichischer Kabarettist und Autor, Regisseur und Conférencier
- 1880: Vincas Mickevičius-Kapsukas, litauischer Politiker, Regierungschef der Litauisch-Weißrussischen SSR
- 1881: Josef Achtélik, deutscher Komponist, Musiktheoretiker und -lehrer
- 1881: Rudolph Wolken, deutsch-US-amerikanischer Ringer
- 1882: Kurt von Schleicher, deutscher General und Politiker, Reichskanzler
- 1883: Gino Severini, italienischer Maler
- 1884: John Hutchinson, britischer Botaniker
- 1884: Clement Smoot, US-amerikanischer Golfer
- 1885: Walther Schwieger, deutscher Marineoffizier
- 1886: Emilio Pujol, spanischer Gitarrist und Komponist
- 1897: Mario Gualzata, Schweizer Sprachwissenschaftler und Heimatforscher
- 1887: Carl Krauch, deutscher Chemiker und Großindustrieller
- 1889: Gabriela Mistral, chilenische Dichterin und Diplomatin
- 1889: Peter August Böckstiegel, deutscher Maler des Westfälischen Expressionismus
- 1890: Victoria Ocampo, argentinische Schriftstellerin, Übersetzerin und Kulturmanagerin
- 1891: Hans Hermann Adler, deutscher Zeitungswissenschaftler
- 1891: Ole Kirk Christiansen, dänischer Kunsttischler und Spielzeugmacher, Erfinder der Lego-Steine

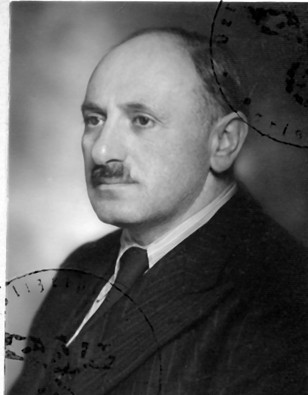
Julius Hirsch (* 1892)

- 1892: Julius Hirsch, deutscher Fußballspieler und Opfer des Nationalsozialismus
- 1892: Maria Fein, österreichische Schauspielerin
- 1893: Allen Welsh Dulles, US-amerikanischer Direktor der CIA
- 1894: Miyagi Michio, japanischer Komponist und Kotospieler
- 1895: Eduard Toldrà i Soler, spanischer Violinist, Dirigent und Komponist
- 1897: Carl Bellingrodt, deutscher Eisenbahnfotograf, Mitbegründer des Bundesverbands Deutscher Eisenbahn-Freunde
- 1897: Erich Loewenhardt, deutscher Jagdflieger
- 1897: Otto Mörike, deutscher Pfarrer der Bekennenden Kirche und Widerstandskämpfer, Gerechter unter den Völkern
- 1898: Elisabeth Werl, deutsche Kirchenhistorikerin
- 1899: Jo Hanns Rösler, deutscher Schriftsteller
- 1899: Victor Schiøler, dänischer Pianist
- 1899: Robert Casadesus, französischer Pianist
- 1900: Emil Walter, deutscher Fußballspieler

### 20. Jahrhundert

#### 1901–1925
- 1902: Walter Drechsel, deutscher Politiker, MdB
- 1902: Paul Greifzu, deutscher Automobil- und Motorrad-Rennfahrer
- 1902: Lino Liviabella, italienischer Komponist, Pianist und Hochschullehrer
- 1902: Kustaa Pihlajamäki, finnischer Ringer
- 1903: Willi Forst, österreichischer Schauspieler und Drehbuchautor, Regisseur und Produzent
- 1904: Curt Querner, deutscher Maler
- 1904: Hilde Rubinstein, deutsche Malerin und Dichterin

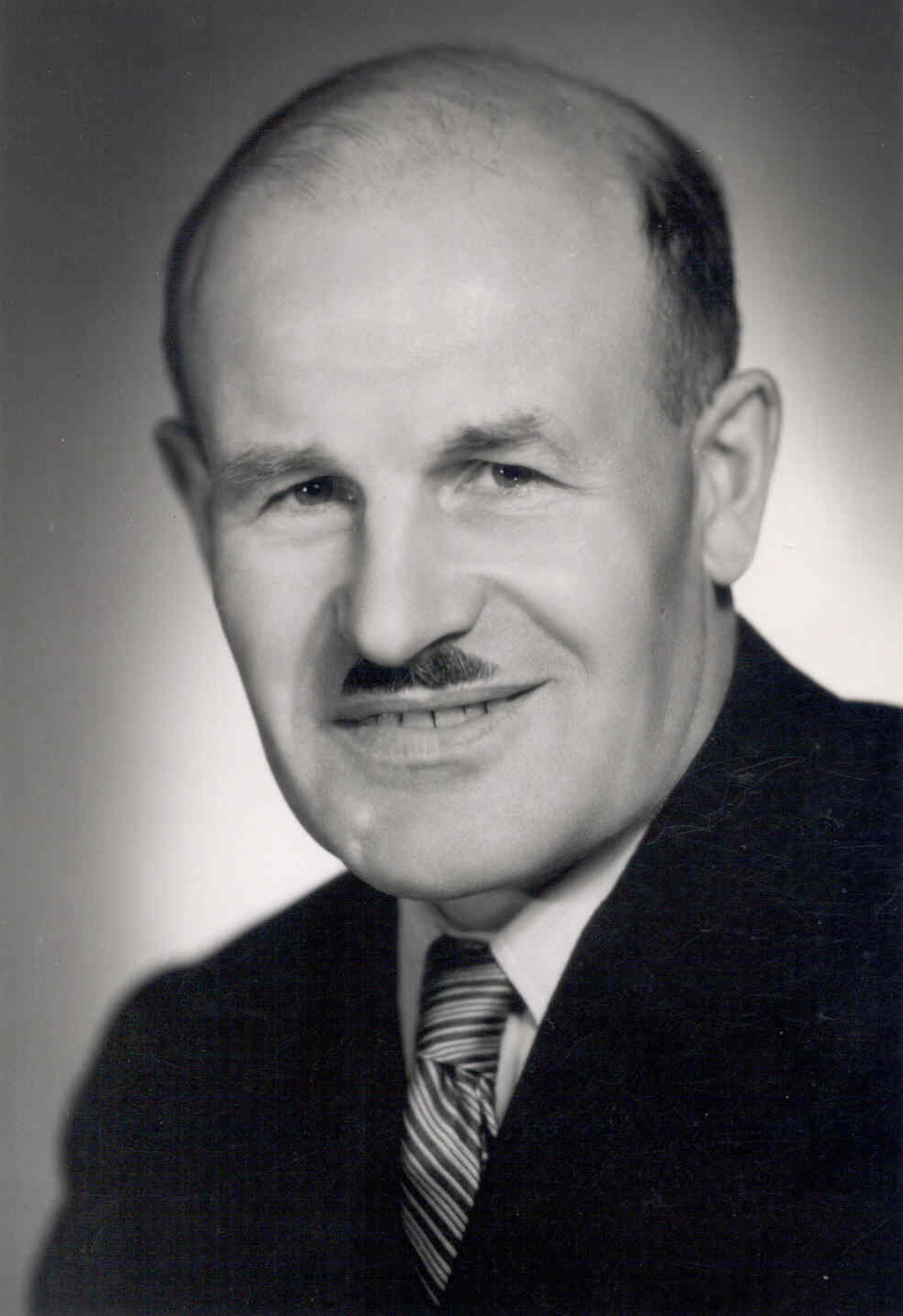
Ulrich Ilg (* 1905)

- 1905: Ulrich Ilg, österreichischer Politiker, Bundesrat, Landeshauptmann von Vorarlberg
- 1905: Georg Richter, deutscher Sportler
- 1906: Josephine Chanler, US-amerikanische Mathematikerin
- 1906: Willi Kohlhoff, deutscher Illustrator und Comiczeichner
- 1907: Violette Leduc, französische Schriftstellerin
- 1907: Karl Umgelter, deutscher Hammerwerfer und Sportfunktionär
- 1908: Lê Duẩn, vietnamesischer Politiker, Generalsekretär der Kommunistischen Partei
- 1908: Percy Faith, kanadischer Orchesterleiter
- 1909: Robert Pilchowski, Schweizer Schriftsteller
- 1910: Erna Huneus, deutsche Schwimmerin
- 1911: Hervé Bazin, französischer Schriftsteller
- 1911: Bodo Selge, deutscher Jurist und Kommunalpolitiker, Oberbürgermeister von Bremerhaven
- 1913: Herbert Gadsch, deutscher Kirchenmusiker und Komponist
- 1914: Madeleine Malraux, französische Pianistin
- 1915: Lorenz Drehmann, deutscher wissenschaftlicher Bibliothekar
- 1915: Albert O. Hirschman, US-amerikanischer Soziologe und Volkswirt deutscher Herkunft

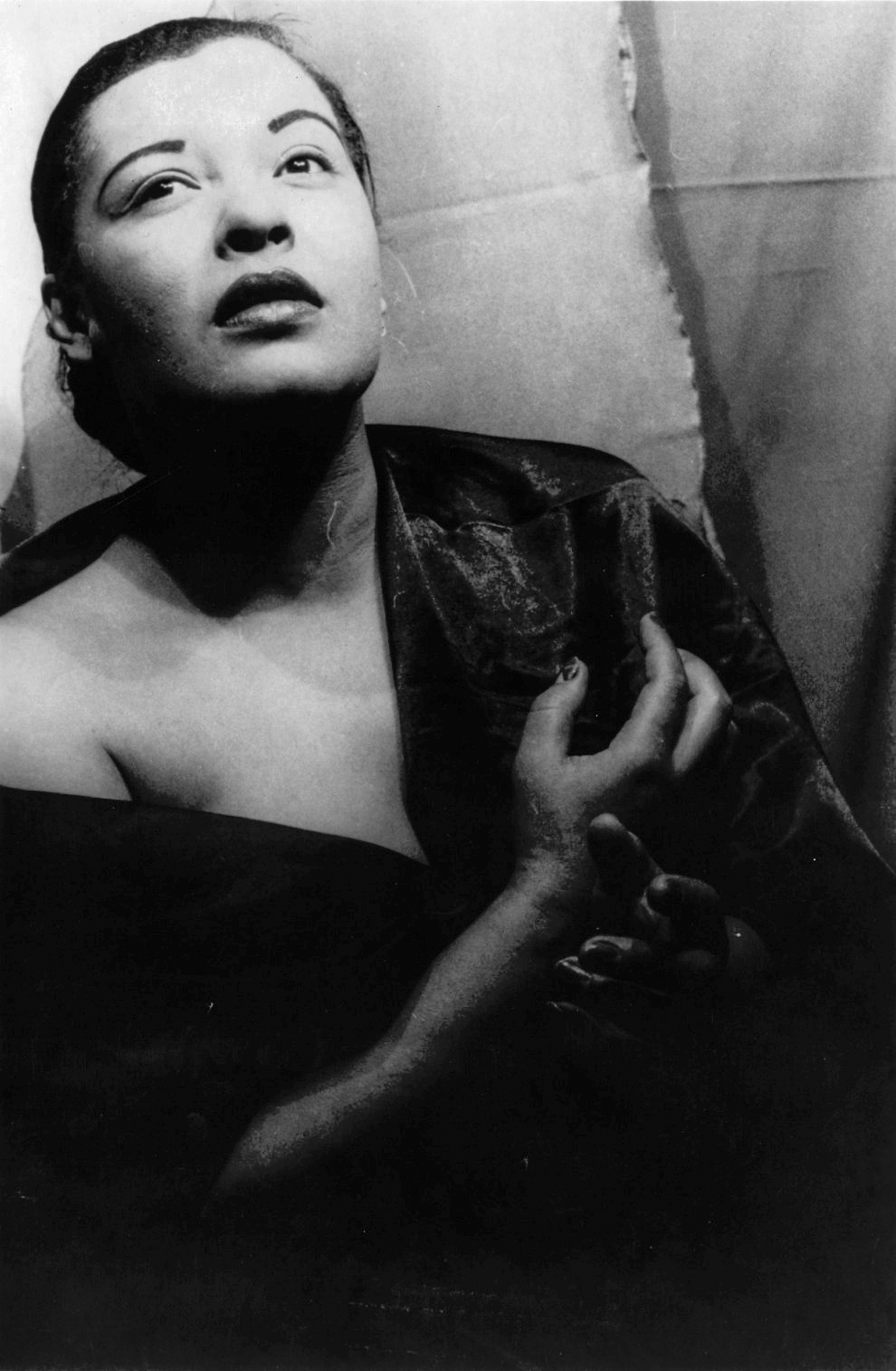
Billie Holiday (* 1915)

- 1915: Billie Holiday, US-amerikanische Jazzsängerin
- 1915: Martin Kausche, deutscher Maler und Graphiker
- 1915: Henry Kuttner, US-amerikanischer Schriftsteller
- 1915: Alexandrine von Preußen, Mitglied aus dem Hause Hohenzollern
- 1916: Bianchi Anderloni, italienischer Automobildesigner und Unternehmer
- 1916: Robert Freitag, österreichischer Schauspieler und Regisseur
- 1917: R. G. Armstrong, US-amerikanischer Fernseh-, Film- und Theaterschauspieler
- 1917: Albert Sing, deutscher Fußballspieler und -trainer
- 1918: Ronald Howard, britischer Schauspieler
- 1918: Elila Mena, dominikanische Pianistin und Musikpädagogin
- 1919: Aldo Campatelli, italienischer Fußballspieler und -trainer
- 1919: Edoardo Mangiarotti, italienischer Fechter, mehrfacher Olympiasieger und Weltmeister
- 1920: Kamalesh Maitra, indischer Musiker, Komponist und Meister der Tabla Tarang
- 1920: Walter Möller, deutscher Kommunalpolitiker, Oberbürgermeister von Frankfurt am Main

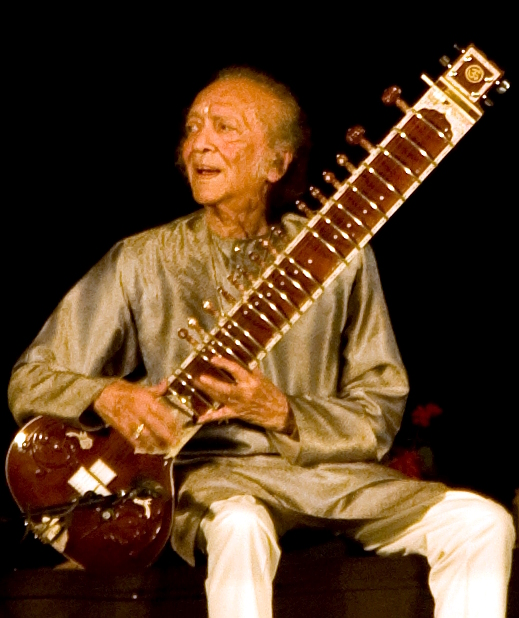
Ravi Shankar (* 1920)

- 1920: Ravi Shankar, indischer Sitarspieler und Komponist
- 1922: José Abrajim Elcure, kolumbianischer Pianist, Geiger und Komponist
- 1922: Klaus Havenstein, deutscher Schauspieler
- 1922: Lothar Sieber, deutscher Luftwaffenpilot, führte den ersten bemannten Senkrechtstart durch
- 1922: Kenneth Peacock, kanadischer Komponist, Musikwissenschaftler und Pianist
- 1922: Mongo Santamaría, kubanischer Perkussionist
- 1922: Annemarie Schimmel, deutsche Islamwissenschaftlerin
- 1922: Hugo Strasser, deutscher Bandleader
- 1924: Ilse Bintig, deutsche Schriftstellerin
- 1924: Johannes Mario Simmel, österreichischer Schriftsteller
- 1925: Doe Avedon, US-amerikanische Schauspielerin
- 1925: Max Bächer, deutscher Architekt
- 1925: Hans-Joachim Heusinger, deutscher Politiker, Abgeordneter der Volkskammer, Justizminister in der DDR

#### 1926–1950

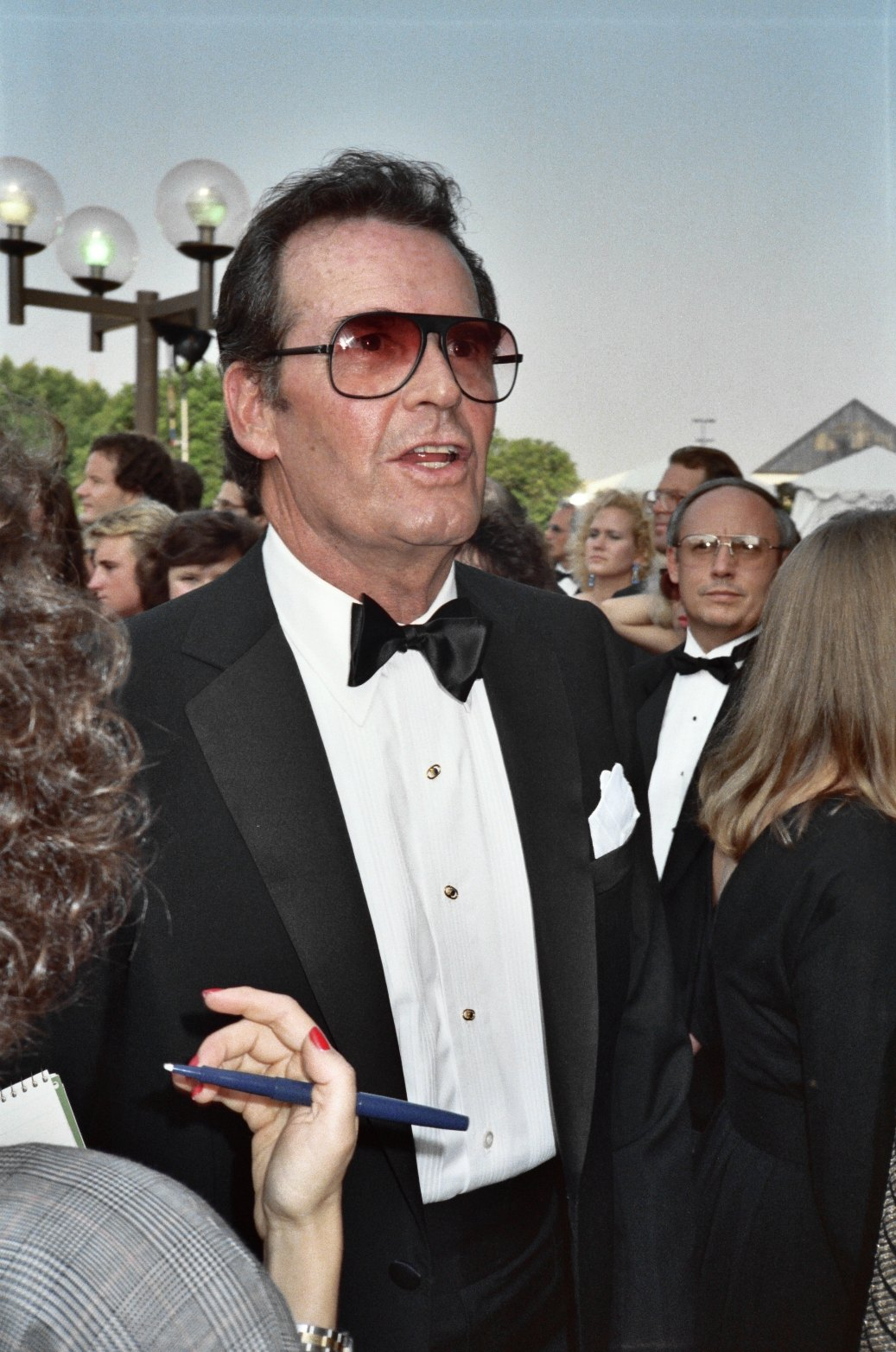
James Garner (* 1928)

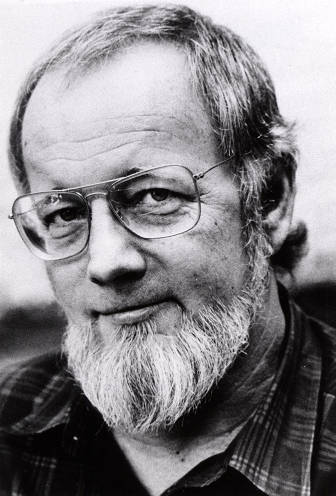
Donald Barthelme (* 1931)

- 1927: Wolfgang Mattheuer, deutscher Maler, Grafiker und Bildhauer der Leipziger Schule
- 1927: Michael Babatunde Olatunji, nigerianischer Perkussionist
- 1928: James Garner, US-amerikanischer Schauspieler
- 1928: Francis Haskell, britischer Kunsthistoriker
- 1928: Alan J. Pakula, US-amerikanischer Filmemacher
- 1928: James White, britischer Autor
- 1929: Domingo Cura, argentinischer Perkussionist
- 1929: Bob Denard, französischer Söldner
- 1929: Walter Dworakivsky, US-amerikanischer Komponist und Musikpädagoge
- 1929: Robert Hinz, deutscher Forstmann
- 1929ː Eva Renate Schmidt, deutsche evangelische feministische Theologin und Organisationsberaterin
- 1930: Cliff Morgan, britischer Sportreporter und walisischer Rugbyspieler
- 1930: Yves Rocher, französischer Unternehmer
- 1930: Ulrich Thein, deutscher Schauspieler und Regisseur
- 1931: Donald Barthelme, US-amerikanischer Schriftsteller der Postmoderne
- 1931: Daniel Ellsberg, US-amerikanischer Autor, Ökonom und Politologe
- 1932: Cal Smith, US-amerikanischer Country-Musiker
- 1933: Cornelius von Heyl zu Herrnsheim, deutscher Jurist und Präses der Synode der Evangelischen Kirche in Deutschland
- 1933: John Hine, britischer Autorennfahrer
- 1933: Wayne Rogers, US-amerikanischer Schauspieler
- 1933: Sakıp Sabancı, türkischer Industrieller
- 1933: Johannes Schaaf, deutscher Regisseur
- 1934: Victor Feldman, britischer Jazzmusiker
- 1934: Nina Grusinzewa, sowjetische Kanutin
- 1934: Ian Richardson, britischer Schauspieler
- 1934: Antonio Ruiz-Pipó, spanischer Komponist und Pianist
- 1935: Bobby Bare, US-amerikanischer Country-Sänger
- 1935: Mário Ribeiro, portugiesischer Sportschütze
- 1938: Jerry Brown, US-amerikanischer Politiker
- 1938: Spencer Dryden, US-amerikanischer Schlagzeuger
- 1938: Freddie Hubbard, US-amerikanischer Jazz-Trompeter
- 1938: Justin Metsing Lekhanya, lesothischer Premierminister und General
- 1939: Bernd Brinkmann, deutscher Rechtsmediziner

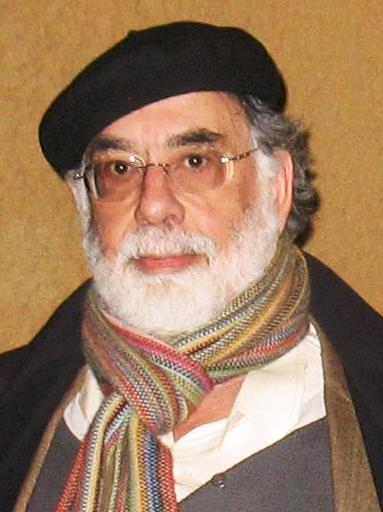
Francis Ford Coppola (* 1939)

- 1939: Francis Ford Coppola, US-amerikanischer Regisseur und Produzent
- 1939: David Frost, britischer Journalist, TV-Moderator, TV-Interviewer und Politsatiriker
- 1939: Hossein Nasr, persischer Philosoph und Mystiker
- 1939: Alberto Ormaetxea, spanischer Fußballspieler und -trainer
- 1939: Vaçe Zela, albanische Sängerin
- 1940: Jan W. Morthenson, schwedischer Komponist und Musiker
- 1941: Karin Illgen, deutsche Leichtathletin
- 1941: Daniel Toscan du Plantier, französischer Filmproduzent
- 1941: Kristin Tüttenberg, deutsche Juristin, Richterin am Bundessozialgericht
- 1941: Heinz Zuber, deutscher Schauspieler
- 1942: Gualtiero Bassetti, italienischer Erzbischof und Kardinal
- 1942: Karin Schröder, deutsche Schauspielerin
- 1943: Joaquim Agostinho, portugiesischer Radrennfahrer
- 1943: Nicholas Corea, US-amerikanischer Drehbuchautor, Filmproduzent und Filmregisseur
- 1944: Ole Bjørnmose, dänischer Fußballspieler
- 1944: Noëlle Cordier, französische Sängerin
- 1944: Theodor Ickler, deutscher Germanist, Kritiker der Rechtschreibreform
- 1944: Marianne Hoepfner, französische Autorennfahrerin
- 1944: Makoto Kobayashi, japanischer Physiker und Nobelpreisträger
- 1944: Detlef Kobjela, sorbischer Komponist, Dramaturg und Musikwissenschaftler
- 1944: Ernst Küchler, deutscher Politiker, Oberbürgermeister von Leverkusen, MdB
- 1944: Jean-Pierre Pincemin, französischer Maler und Bildhauer

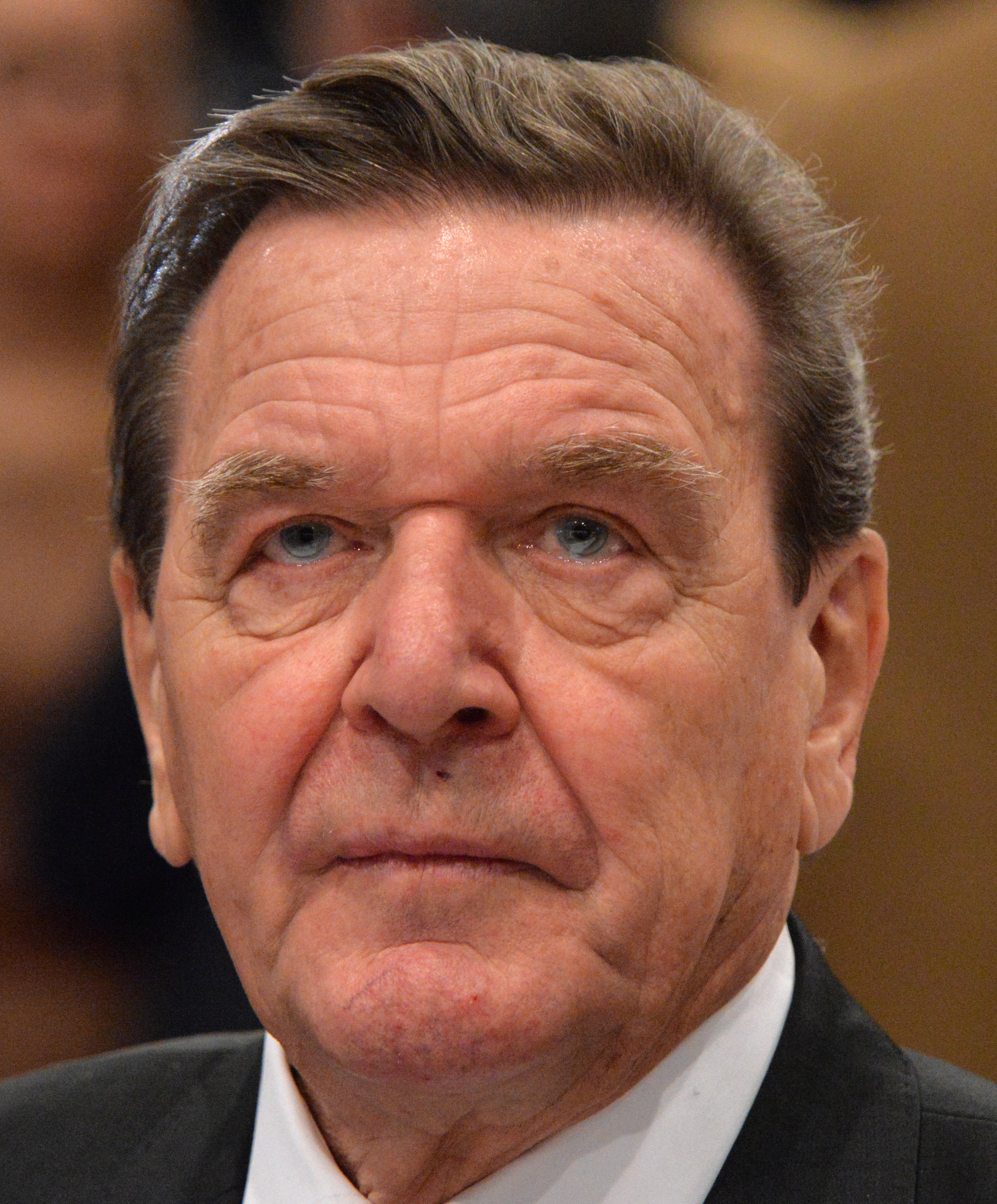
Gerhard Schröder (* 1944)

- 1944: Gerhard Schröder, deutscher Bundeskanzler und Ministerpräsident
- 1945: Werner Schroeter, deutscher Regisseur
- 1946: Colette Besson, französische Leichtathletin, Olympiasiegerin
- 1946: Hiram Cruz, US-amerikanischer Autorennfahrer
- 1946: Heðin Mortensen, Färinger Politiker, Bürgermeister von Tórshavn und Präsident des Färöischen Sportbundes
- 1946: Stan Winston, US-amerikanischer Experte für Special Effects und Makeup-Design
- 1947: Florian Schneider-Esleben, deutscher Musiker
- 1947: Michèle Torr, französische Sängerin
- 1948: Pietro Anastasi, italienischer Fußballspieler
- 1948: Ecaterina Andronescu, rumänische Politikerin
- 1948: Carol Douglas, US-amerikanische Soul- und Disco-Sängerin
- 1948: Rudolf Hartung, deutscher Politiker
- 1949: Meta Antenen, Schweizer Leichtathletin
- 1949: Josiane Aubert, schweizerische Politikerin
- 1949: Ludmila Budar, sorbische Slawistin und Pädagogin
- 1949: Evelyn Haas, deutsche Professorin, Richterin des Bundesverfassungsgerichts

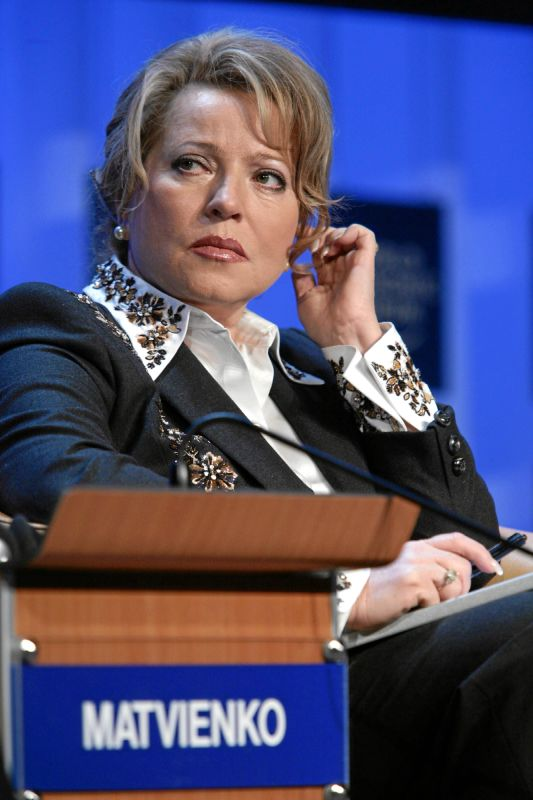
Walentina Matwijenko (* 1949)

- 1949: Walentina Iwanowna Matwijenko, russische Politikerin, Gouverneurin von St. Petersburg
- 1949: John Oates, US-amerikanischer Sänger und Produzent
- 1950: Günther Friedrich Nolting, deutscher Politiker
- 1950: Tor Fuglevik, norwegischer Journalist und Medienmanager
- 1950: Cyriak Schwaighofer, österreichischer Politiker
- 1950: Franz Wittmann, österreichischer Rallyefahrer

#### 1951–1975
- 1951: Bob Berg, US-amerikanischer Jazz-Saxophonist
- 1951: Gaston Häni, Schweizer Clown
- 1952: Hans-Ulrich Krüger, deutscher Politiker, MdB

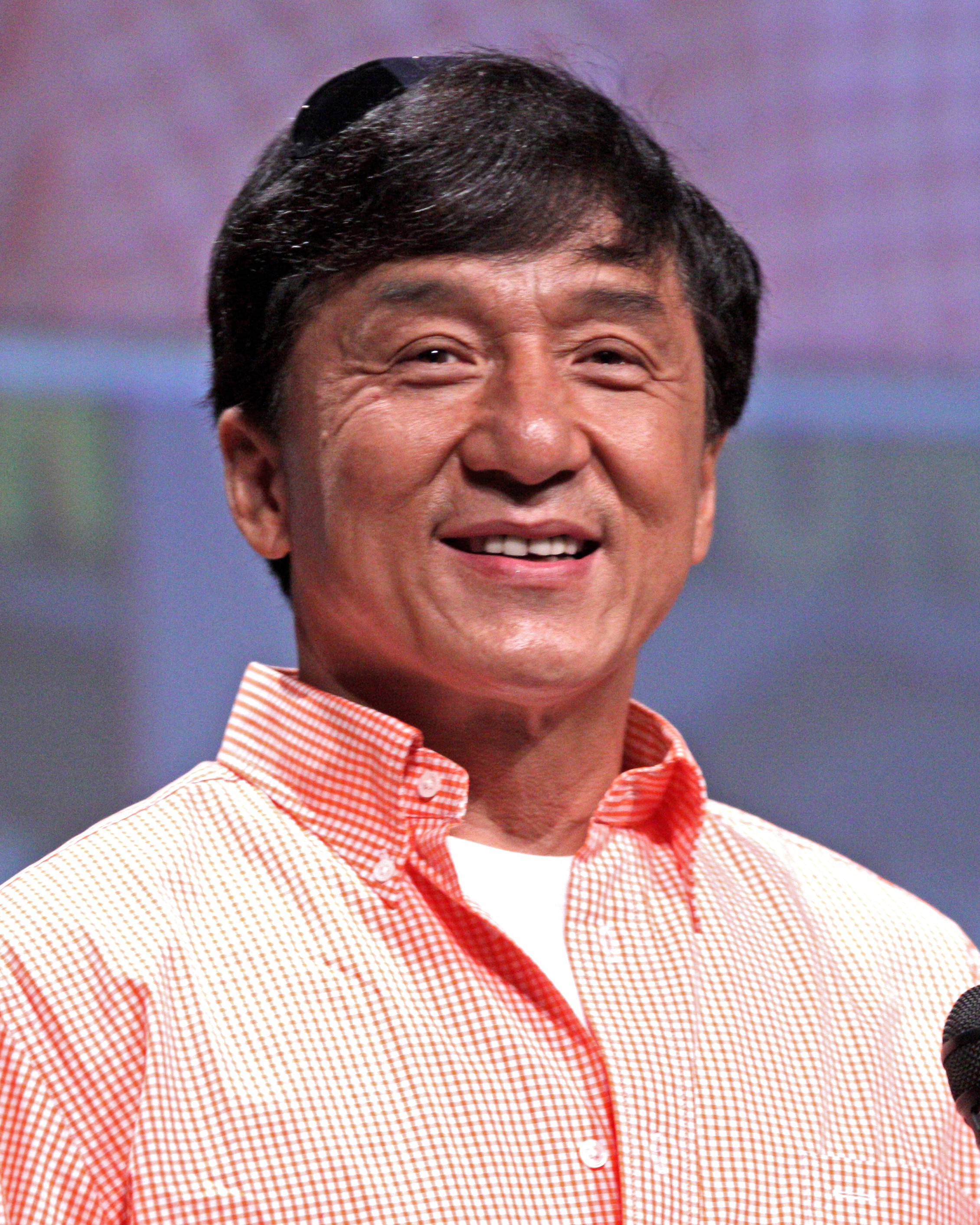
Jackie Chan (* 1954)

- 1954: Jackie Chan, chinesischer Schauspieler
- 1955: Regina Schmidt-Kühner, deutsche Politikerin
- 1955: Albrecht Schröter, deutscher Theologe, Politiker
- 1955: Werner Stocker, deutscher Schauspieler
- 1956: Siegfried Schneider, deutscher Politiker
- 1957: Andrea L’Arronge, deutsche Schauspielerin
- 1958: Peter Brakelmann, deutscher Politiker
- 1958: Markus Höffer-Mehlmer, deutscher Kabarettist, Publizist und Erziehungswissenschaftler
- 1958: Birgit Schrowange, deutsche Fernsehmoderatorin
- 1959: Jan Beran, Schweizer Komponist, Mathematiker und Statistiker tschechischer Herkunft
- 1959: Ferry Öllinger, österreichischer Schauspieler
- 1960: James Douglas, US-amerikanischer Boxer
- 1960: Catherine Rückwardt, deutsche Dirigentin

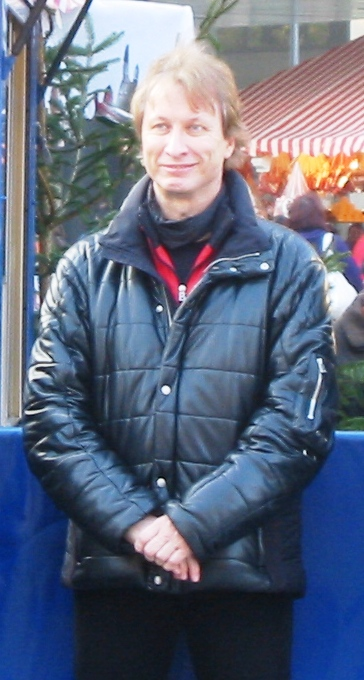
Norbert Schramm (* 1960)

- 1960: Norbert Schramm, deutscher Eiskunstläufer
- 1961: Satoshi Hoshino, japanischer Unternehmer und Autorennfahrer
- 1961: Dondi, US-amerikanischer Graffitikünstler
- 1961: Marco Rima, Schweizer Schauspieler und Kabarettist
- 1961: Daniela Santanchè, italienische Parlamentsabgeordnete der Alleanza Nazionale
- 1961: Athanasius Schneider, kasachisch-deutscher Ordenspriester und Weihbischof
- 1961: Ram Gopal Varma, indischer Filmregisseur, Produzent und Drehbuchautor
- 1961: Luigi De Agostini, italienischer Fußballspieler
- 1962: Andrew Hampsten, US-amerikanischer Profi-Radrennfahrer
- 1962: Kristina Bach, deutsche Schlagersängerin, Texterin und Produzentin
- 1962: Stefan Schneider, deutscher Radiomoderator und Stadionsprecher
- 1963: Fredrik Lundin, dänischer Jazzsaxophonist und -flötist
- 1963: Michèle Marian, deutsche Schauspielerin
- 1963: Andrea Merenzon, argentinische Fagottistin
- 1964: Christian Bernreiter, deutscher Politiker

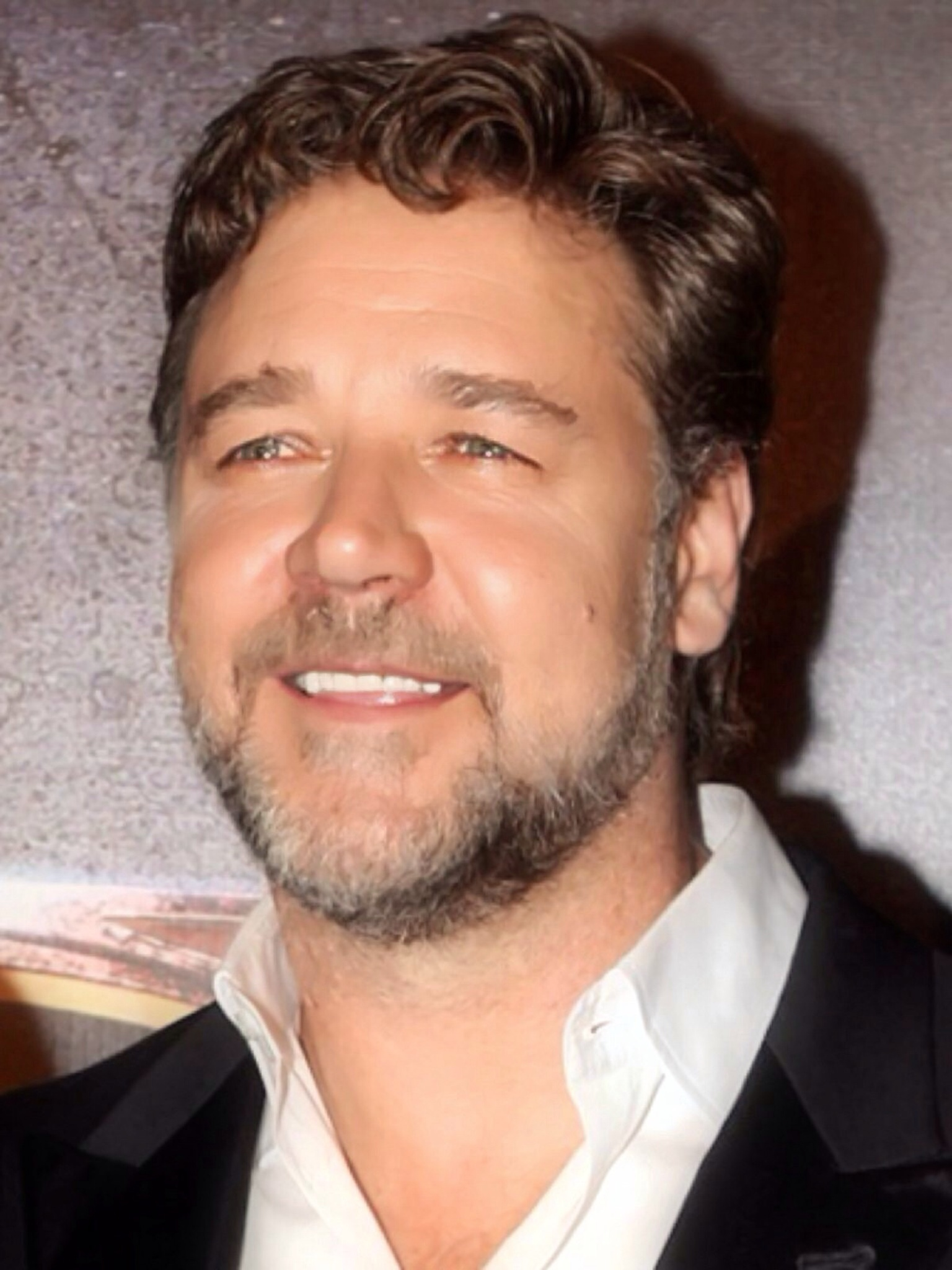
Russell Crowe (* 1964)

- 1964: Russell Crowe, neuseeländischer Schauspieler
- 1964: Lesleh Donaldson, kanadische Schauspielerin und Synchronsprecherin
- 1964: Nikki Fritz, US-amerikanische Schauspielerin und Model
- 1964: Regina Kraushaar, deutsche Politikerin
- 1964: Frank Ramond, deutsch-französischer Komponist, Musikproduzent und Sänger
- 1964: Alfonso Signorini, italienischer Journalist, Fernsehmoderator und Autor
- 1964: Robert Sterflinger, deutscher Eishockeyspieler
- 1964: Reto Wyss, Schweizer Autor, Coach, Trainer und Energiepsychologe
- 1965: Rozalie Hirs, niederländische Komponistin und Lyrikerin
- 1965: Felix Hollenstein, Schweizer Eishockeyspieler
- 1965: Alexander Mronz, deutscher Tennisspieler
- 1965: Ralf Wengenmayr, deutscher Filmkomponist
- 1966: Michela Figini, Schweizer Skirennläuferin
- 1967: Alex Christensen, deutscher Komponist, Musik-Produzent und DJ
- 1967: Lutz Eikelmann, deutscher Jazz-Musiker
- 1967: Artemis Gounaki, Sängerin, Texterin, Komponistin und Produzentin
- 1967: Bodo Illgner, deutscher Fußballspieler
- 1967: Motoaki Ishikawa, japanischer Arzt und Autorennfahrer
- 1968: Duncan Armstrong, australischer Schwimmer
- 1968: Aleš Čeh, slowenischer Fußballspieler
- 1969: Marc Acardipane, deutscher Musikproduzent und DJ
- 1969: Jon Chol-ho, nordkoreanischer Gewichtheber

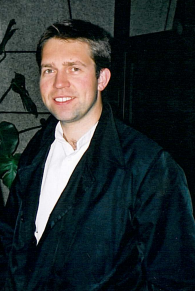
Leif Ove Andsnes (* 1970)

- 1970: Leif Ove Andsnes, norwegischer Pianist
- 1970: Johannes Arnold, deutscher Politiker
- 1971: Don Li, Schweizer Komponist, Musiker und Musikproduzent
- 1972: Sascha Hildmann, deutscher Fußballspieler und -trainer
- 1973: Carole Montillet-Carles, französische Skirennläuferin
- 1973: Marco Delvecchio, italienischer Fußballspieler
- 1973: Ralf Grabsch, deutscher Radrennfahrer
- 1973: Khongorzul Ganbaatar, mongolische Sängerin
- 1973: Sandra Minnert, deutsche Fußballspielerin
- 1973: Timo Würz, deutscher Comiczeichner
- 1975: John Cooper, US-amerikanischer Sänger und Bassist
- 1975: Miklós Lendvai, ungarischer Fußballspieler

#### 1976–2000
- 1976: Adhamjon Achilov, usbekischer Ringer

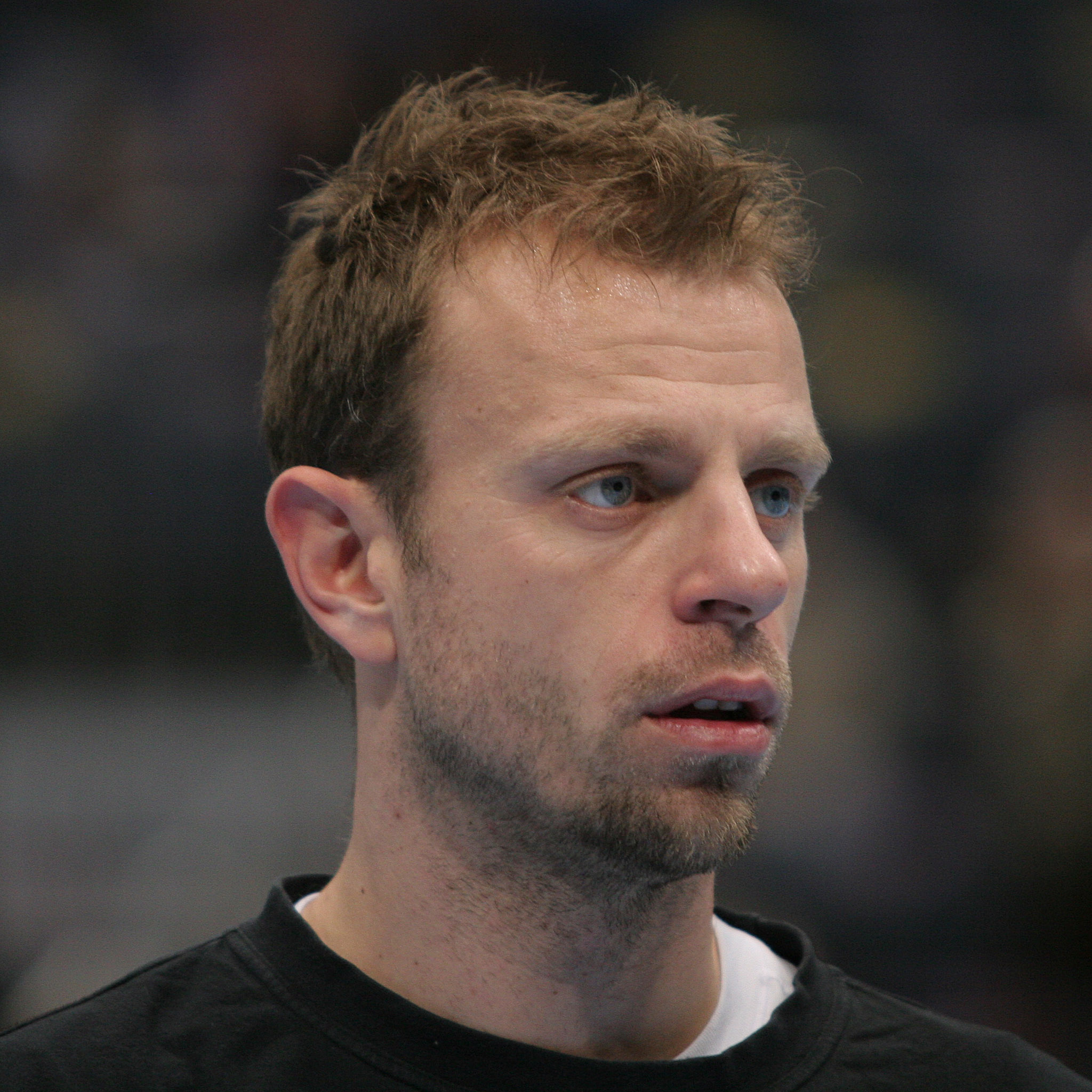
Dalibor Anušić (* 1976)

- 1976: Dalibor Anušić, kroatischer Handballspieler
- 1976: Martin Buß, deutscher Leichtathlet
- 1976: Rick Goldmann, deutscher Eishockeyspieler und Sportkommentator
- 1976: Stefan Ulrich, deutscher Wasserspringer
- 1977: Markus Sehr, deutscher Filmregisseur
- 1978: Davor Dominiković, kroatischer Handballspieler und -trainer
- 1978: Duncan James, britischer Sänger
- 1978: Tommi Sillanpää, finnischer Handballspieler
- 1979: Patrick Crayton, US-amerikanischer American-Football-Spieler
- 1979ː Jana Mandana Lacey-Krone, Schweizer Tierlehrerin und Chefin des Circus Krone
- 1980: Carl Fletcher, walisischer Fußballspieler
- 1981: Chris Ardoin, US-amerikanischer Akkordeonist
- 1983: Marcos Angeleri, argentinischer Fußballspieler
- 1983: Franck Ribéry, französischer Fußballspieler
- 1984: Nataša Kocevska, mazedonische Handballspielerin
- 1985: Arne Gottschling, deutscher Schauspieler
- 1986: Alexandre Aulas, französischer Radrennfahrer
- 1986: Christian Fuchs, österreichischer Fußballspieler
- 1986: Dominique Rodgers-Cromartie, US-amerikanischer American-Football-Spieler
- 1986: Michael Ranseder, österreichischer Motorradrennfahrer
- 1986: Jan Rosenthal, deutscher Fußballspieler
- 1987: Martín Cáceres, uruguayischer Fußballspieler
- 1987: Tobias Lister, australischer Steuermann im Rudern

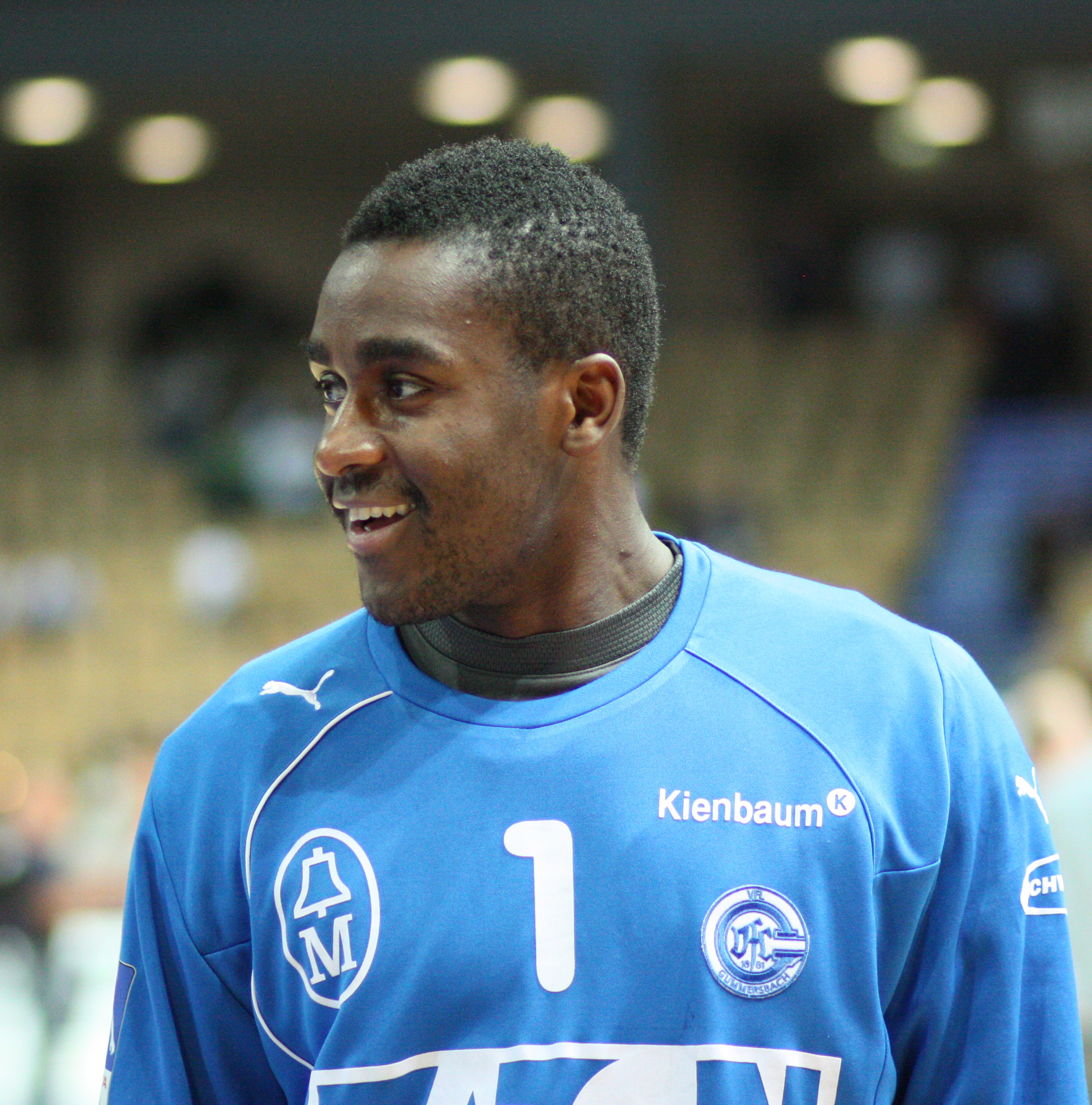
Herdeiro Lucau (* 1987)

- 1987: Herdeiro Lucau, schwedischer Handballspieler
- 1987: Tobias Reinkemeier, deutscher Pokerspieler
- 1988: Pere Riba, spanischer Tennisspieler
- 1988: Edward Speleers, britischer Schauspieler
- 1989: Franco Di Santo, argentinischer Fußballspieler
- 1989: Sylwia Grzeszczak, polnische Popsängerin
- 1989: Zhong Qixin, chinesischer Sportkletterer
- 1989: Teddy Riner, französischer Judoka
- 1990: Nickel Ashmeade, jamaikanischer Sprinter
- 1991: Rahel Kapsaski, deutsch-englische Schauspielerin, Filmproduzentin und Model
- 1990: Inès Taittinger, französische Autorennfahrerin
- 1991: Luka Milivojević, serbischer Fußballspieler
- 1991: Anne-Marie Nicholson, britische Sängerin
- 1992: Andreea Acatrinei, rumänische Kunstturnerin
- 1992: William Carvalho, portugiesischer Fußballspieler
- 1993: Vincenzo Grifo, italienischer Fußballspieler
- 1993: Cristine Prosperi, kanadische Schauspielerin
- 1994: Paula Moltzan, US-amerikanische Skirennläuferin
- 1995: Samuel Schneider, deutscher Schauspieler
- 1997: Oliver Burke, schottischer Fußballspieler
- 1998: Leonie Wesselow, deutsche Schauspielerin und Sprecherin

### 21. Jahrhundert
- 2004: Kya-Celina Barucki, deutsche Schauspielerin
- 2004: Edgar Kaizer, deutscher Fußballspieler
- 2004: Henry Moodie, englischer Singer-Songwriter

## Gestorben

### Vor dem 16. Jahrhundert
- 0924: Berengar I., König der Langobarden
- 1008: Ludolf, Erzbischof von Trier
- 1088: Burchard II. von Halberstadt, deutscher Kleriker und Politiker, Bischof von Halberstadt
- 1144: Ulrich I., Herzog von Kärnten
- 1167: Heinrich von Tübingen, Adliger aus dem Geschlecht der Pfalzgrafen von Tübingen
- 1207: Friedrich I., lothringischer Adliger, Herr von Bitsch, Gerbéviller und Ormes
- 1230: Tore Den Trøndske, norwegischer Erzbischof
- 1234: Sancho VII., König von Navarra
- 1239: William de Cantilupe, anglonormannischer Adeliger und Beamter
- 1260: Al-Kamil Muhammad, Herrscher von Maiyafariqin
- 1284: Friedrich II. von Walchen, Erzbischof von Salzburg
- 1297: Siegfried von Westerburg, Erzbischof von Köln
- 1306: Agnes, Äbtissin des Damenstifts Meschede
- 1415: Hinrich Westhof, Lübecker Bürgermeister
- 1419: Joan FitzAlan, englische Adlige, Großmutter von König Heinrich V.
- 1427: Uberto Decembrio, italienischer Übersetzer und Politiker
- 1441: Albrecht Blarer, Bischof von Konstanz

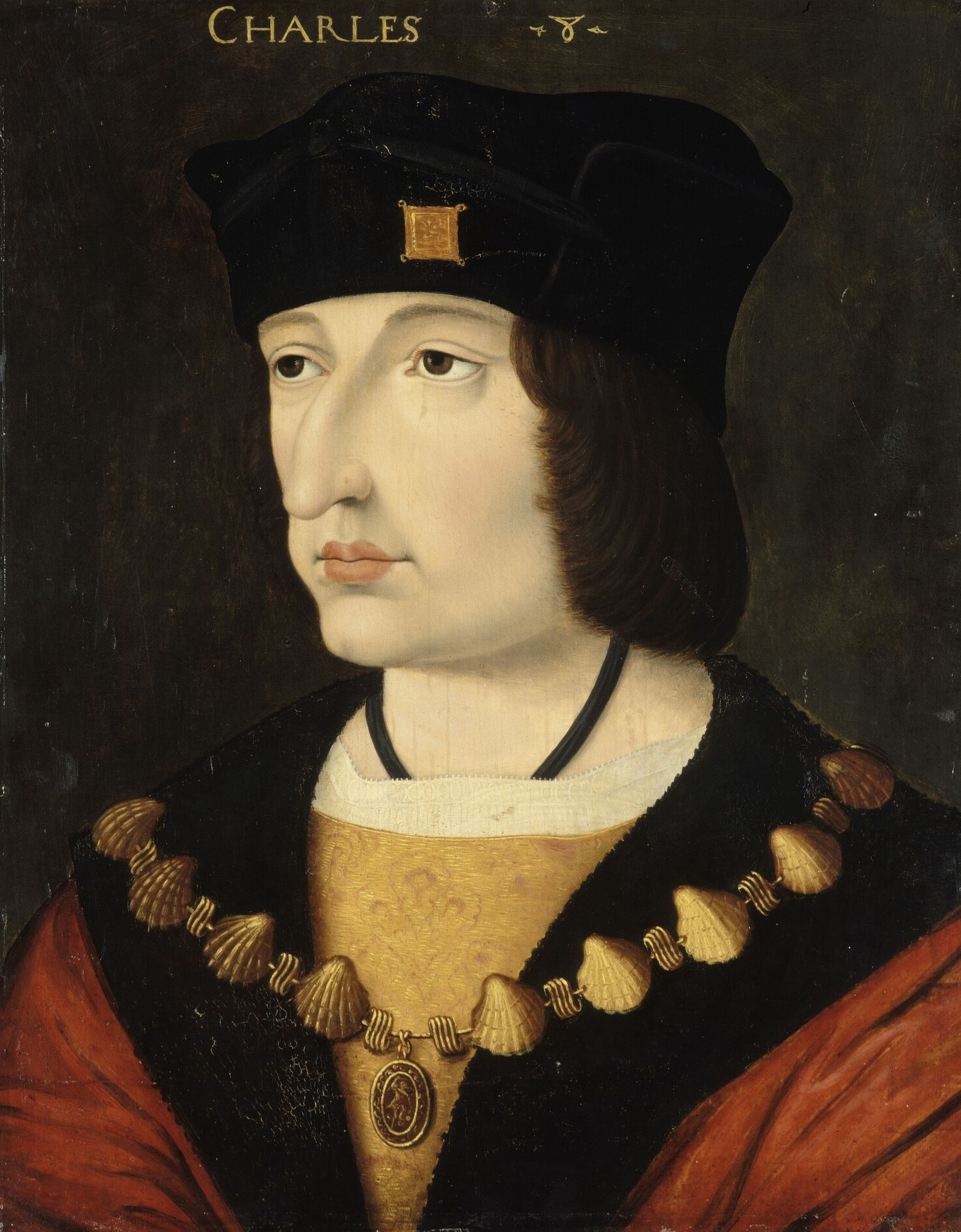
Karl VIII. († 1498)

- 1498: Karl VIII., König von Frankreich

### 16. bis 18. Jahrhundert
- 1541: Gebhard XVII. von Alvensleben, Landeshauptmann, Magdeburger Rat und Amtshauptmann von Wolmirstedt
- 1546: Friedrich Myconius, deutscher Prediger und Reformator
- 1556: Jerónimo de Alderete, spanischer Konquistador
- 1601: Marie de Bourbon-Saint-Pol, Herzogin von Estouteville, Pair von Frankreich
- 1614: El Greco, griechisch-spanischer Maler und Bildhauer des Manierismus und der Renaissance
- 1641: Anton Wolff von Todenwarth, Kanzler in der Landgrafschaft Hessen-Darmstadt
- 1651: Lennart Torstensson, schwedischer Feldmarschall, Reichsrat und Generalgouverneur
- 1656: Krzysztof Arciszewski, polnischer Adeliger, Militärführer, Ingenieur, Ethnograph, General, Vize-Gouverneur und Admiral
- 1658: Juan Eusebio Nieremberg, spanischer Jesuit und Mystiker
- 1664: Johann Georg von Rechenberg, sächsischer Oberhofmarschall und Oberkammerherr
- 1666: Johann Lorentisch, italienischer Steinmetz und Bildhauer
- 1667: Barthold Moller, deutscher Jurist, Ratsherr und Bürgermeister von Hamburg
- 1668: William Davenant, englischer Schriftsteller und Theaterdirektor
- 1687: Ludwig von Brandenburg, Prinz und Markgraf von Brandenburg
- 1688: Clara Elisabeth von Manderscheid-Blankenheim, Stiftsdame in Thorn und Essen sowie Dechantin in Elten
- 1705: Thomas Carew, englischer Politiker
- 1719: Johannes Baptist de La Salle, französischer Pädagoge, Ordensgründer und Heiliger
- 1739: Richard Turpin, englischer Straßenräuber und Viehdieb
- 1741: Georg Sigismund Caspari, deutscher Orgelbauer
- 1754: Johann Ludwig Schlosser, deutscher lutherischer Theologe und Hauptpastor von St. Katharinen
- 1755: Laurentius Blumentrost der Jüngere, russischer Mediziner, Leibarzt des Zaren
- 1758: Joachim Wilhelm von Brawe, deutscher Dramatiker
- 1758: Esther Edwards Burr, britisch-amerikanische Tagebuchschreiberin
- 1763: Benedykt Chmielowski, polnischer Priester und Enzyklopädist
- 1766: Tiberius Hemsterhuis, niederländischer Philologe
- 1767: Johann Gottlob Carpzov, deutscher lutherischer Theologe
- 1779: Hilaire Marin Rouelle, französischer Chemiker
- 1784: Samuel Rhoads, Delegierter von Pennsylvania im Kontinentalkongress
- 1788: Georg Christian Seekatz, deutscher Maler
- 1789: Abdülhamid I., Sultan des Osmanischen Reiches
- 1797: Henricus Johannes Arntzenius, niederländischer Rechtswissenschaftler
- 1800: Karl August Schlockwerder, deutscher Jurist und Bürgermeister von Wittenberg

### 19. Jahrhundert
- 1801: Murad Bey Muhammad, Emir der Mamluken und Regent in Ägypten
- 1803: Toussaint Louverture, haitianischer Sklavenführer und Nationalheld
- 1805: Gabriel Gruber, deutscher Ordensgeneral

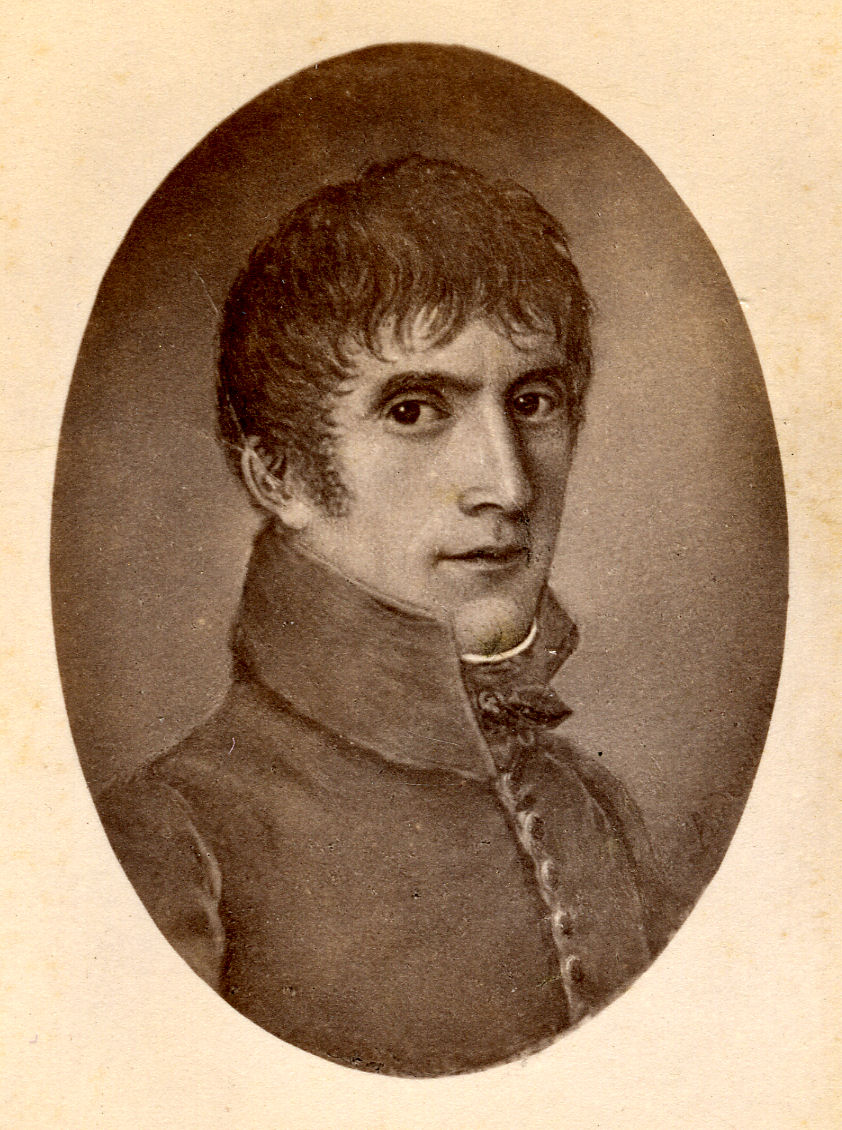
Johann Georg Kerner († 1812)

- 1812: Johann Georg Kerner, deutscher Arzt und Publizist, kritischer Chronist der Französischen Revolution
- 1815: Friedrich Wilhelm von der Schulenburg-Kehnert, preußischer Offizier
- 1816: Christian Konrad Sprengel, deutscher Theologe und Naturkundler
- 1821: Simone Assemani, italienischer Orientalist
- 1823: Jacques Alexandre César Charles, französischer Physiker, Chemiker, Erfinder und Luftfahrtpionier
- 1825: Konrad Tanner, Abt von Kloster Einsiedeln
- 1826: Lucie-Madeleine d’Estaing, französische Adlige und Mätresse Ludwigs XV.
- 1826: Rudolph Jänisch, deutscher evangelisch-lutherischer Geistlicher
- 1833: Anton Radziwiłł, preußischer Politiker und Komponist
- 1836: William Godwin, britischer Schriftsteller
- 1842: Henrik Anker Bjerregaard, norwegischer Jurist und Dichter
- 1848: Franziskus Fröhlicher, Schweizer Geistlicher
- 1849: Josef Franz Karl Amrhyn, Schweizer Bundeskanzler
- 1849: Friedrich Wilhelm Rettberg, deutscher Theologe, Philosoph und Kirchenhistoriker
- 1851: Julius Miller, deutscher Musiker
- 1856: Johann Lambert Joseph Comes, deutscher Kreisarzt und Heimatforscher
- 1864ː Johanne Juliane Schubert, deutsche Weberin und Volksdichterin aus dem heutigen Niederschlesien
- 1864: Robert Francis Withers Allston, US-amerikanischer Politiker
- 1865: Hans Kaspar Grob, Schweizer evangelischer Geistlicher

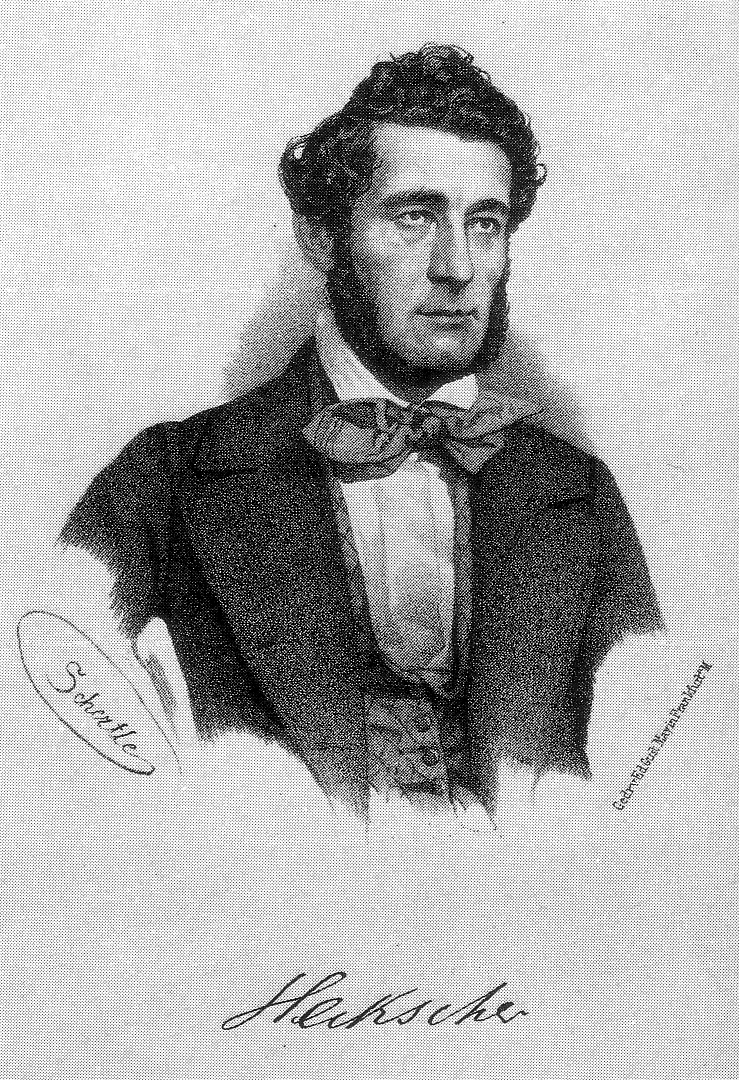
Johann Gustav Heckscher († 1865)

- 1865: Johann Gustav Heckscher, deutscher Jurist und Politiker
- 1865: Allen Ferdinand Owen, US-amerikanischer Politiker
- 1865: Friedrich von Rönne, preußischer Jurist, Diplomat und deutscher Politiker
- 1870: Ottilie von Steyber, Bürgerrechtlerin
- 1870: Claude Félix Abel Niépce de Saint-Victor, französischer Chemiker, Erfinder und Fotograf
- 1871: Wilhelm von Tegetthoff, österreich-ungarischer Admiral
- 1874: Wilhelm von Kaulbach, deutscher Kunstmaler
- 1875: Georg Herwegh, deutscher Dichter
- 1877: Fernán Caballero, spanische Schriftstellerin
- 1879: Adolphe Fontanel, Schweizer Mediziner und Politiker
- 1881: Johann Hinrich Wichern, deutscher Theologe
- 1883: George Alfred Arney, neuseeländischer Richter
- 1885: Louis Ammy Blanc, deutscher Maler
- 1885: Emmy von Rhoden, deutsche Schriftstellerin (Der Trotzkopf)
- 1891: P. T. Barnum, US-amerikanischer Zirkuspionier
- 1892: Jules René Bourguignat, französischer Malakologe
- 1892: Otto Rethel, deutscher Maler
- 1895: Friedrich Abraham Stock, Schweizer Mediziner und Politiker
- 1897ː Karoline Ernst, deutsche Theaterschauspielerin und -regisseurin

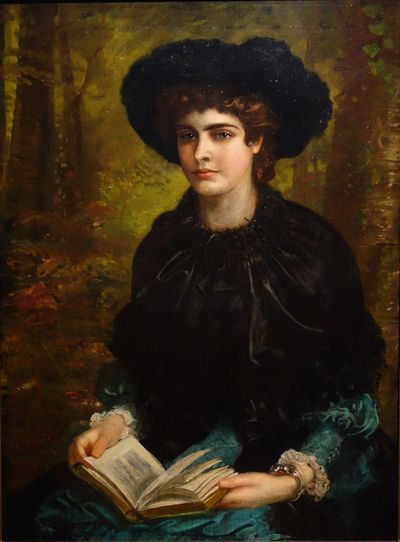
Constance Wilde († 1898)

- 1898: Constance Wilde, englische Kinderbuchautorin, Ehefrau von Oscar Wilde
- 1900: Frederic Edwin Church, US-amerikanischer Landschaftsmaler

### 20. Jahrhundert

#### 1901–1950
- 1905: Robert de Bonnières, französischer Schriftsteller
- 1912ː Maria Wellauer, schweizerische Mitbegründerin der Ordensgemeinschaft der Kanisiusschwestern
- 1914: Sardar Mohammed Ayub Khan, afghanischer interimistischer Regent
- 1915: Lothar Koch, deutscher Pädagoge
- 1915: Franz Xaver von Pausinger, österreichischer Landschafts- und Tiermaler
- 1920: Karl Binding, deutscher Rechtswissenschaftler im Strafrecht und Rektor
- 1921: Lorenz Adlon, deutscher Gastronom und Hotelier
- 1924: Stephan Krehl, deutscher Komponist, Musikpädagoge und Musiktheoretiker
- 1926: Giovanni Amendola, italienischer Journalist und Politiker
- 1928: Alexander Alexandrowitsch Bogdanow, russischer Philosoph und Ökonom, Soziologe und Arzt
- 1930: Octaviano Ambrosio Larrazolo, US-amerikanischer Politiker, Gouverneur von New Mexico
- 1932: Karl Wilhelm Augustin, deutscher Gymnasiallehrer und Entomologe

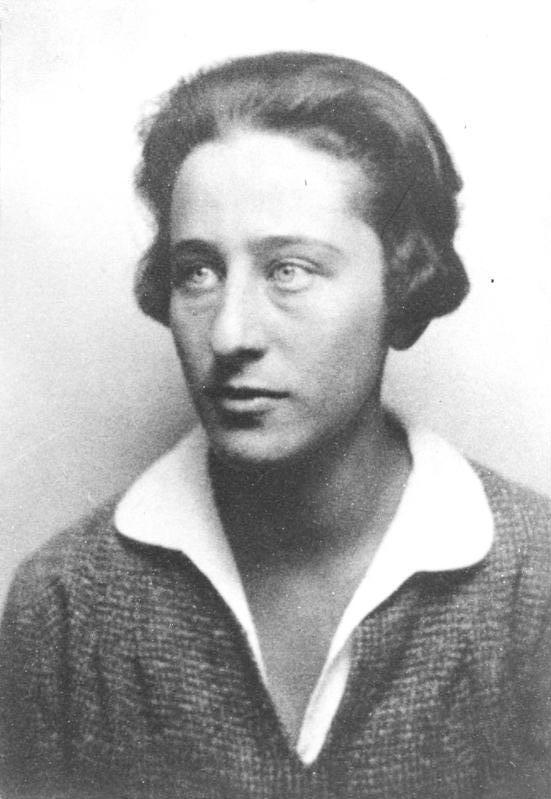
Olga Benario-Prestes († 1942)

- 1934: Karl von Einem, deutscher Adeliger, Offizier und preußischer Kriegsminister
- 1934: Ludwig Roebel, deutscher Ingenieur und Erfinder
- 1936: Fritz Heckert, deutscher Maurer und Politiker, Wirtschaftsminister von Sachsen
- 1936: Rudolf Heberdey, österreichischer Archäologe
- 1936: Hans Steffen, deutscher Geograph
- 1938: Suzanne Valadon, französische Malerin
- 1941: Lazăr Edeleanu, rumänischer Chemiker
- 1942: Olga Benario-Prestes, deutsche Kommunistin und Opfer des Nationalsozialismus
- 1945: Aruga Kōsaku, japanischer Admiral
- 1945: Elizabeth Asquith, britische Schriftstellerin und Prinzessin Bibesco de Brancovan
- 1945: Itō Seiichi, japanischer Admiral
- 1947: Henry Ford, US-amerikanischer Erfinder, Ingenieur und Unternehmer, Gründer des Automobilherstellers Ford Motor Company
- 1949: Ignatz Waghalter, polnisch-deutscher Komponist und Dirigent
- 1950: Walter Huston, kanadischer Schauspieler

#### 1951–2000

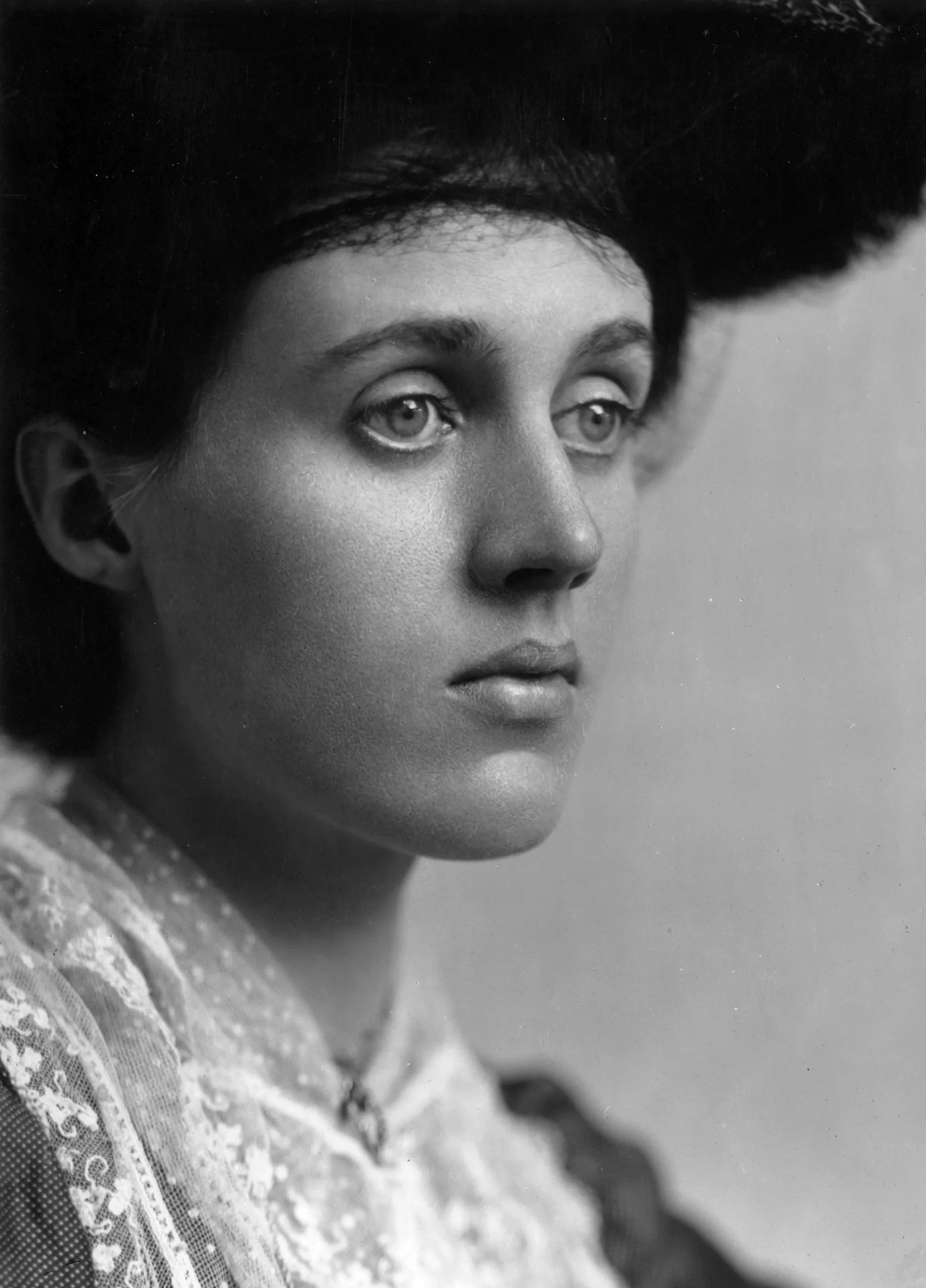
Vanessa Bell († 1961)

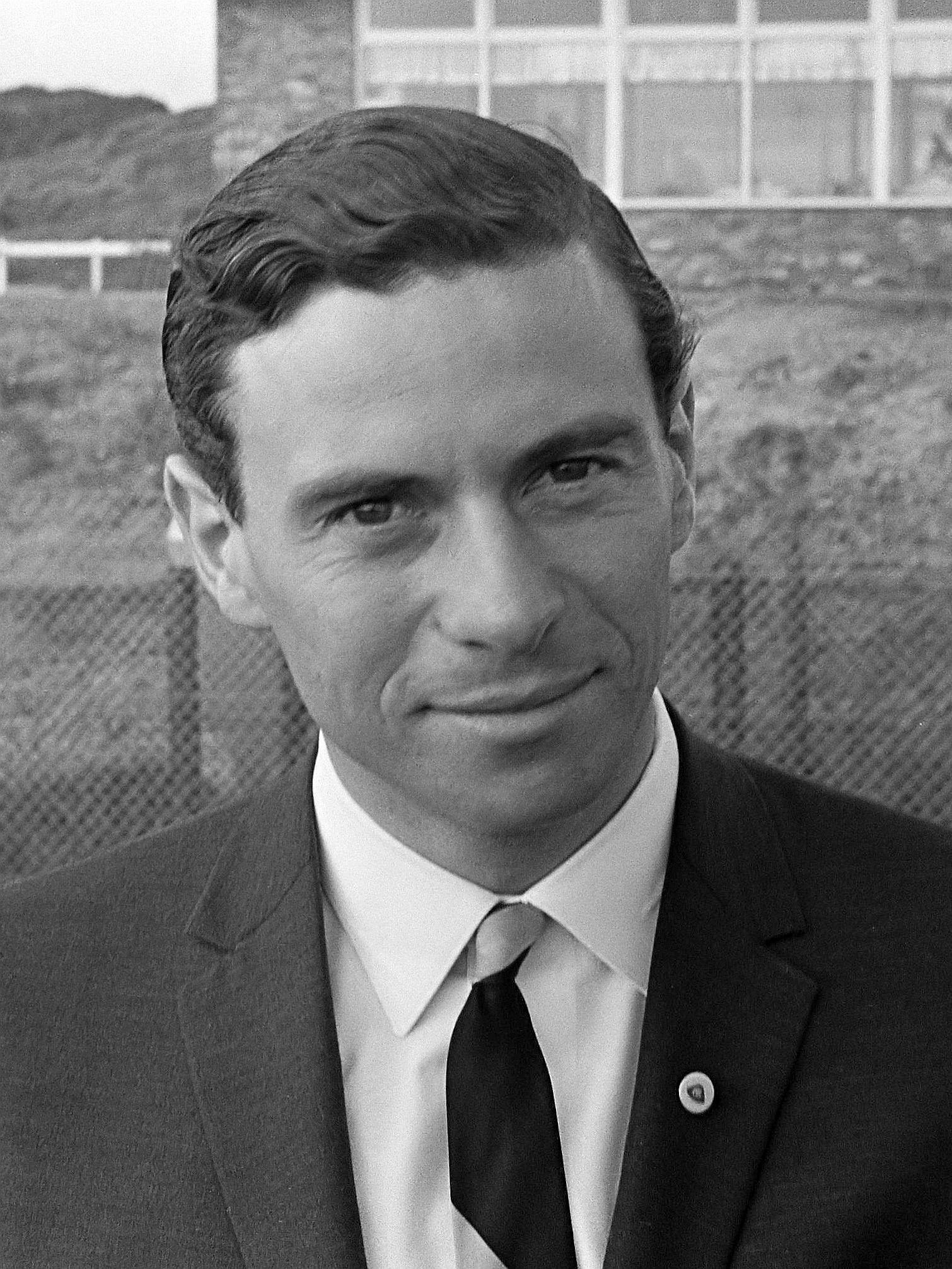
Jim Clark († 1968)

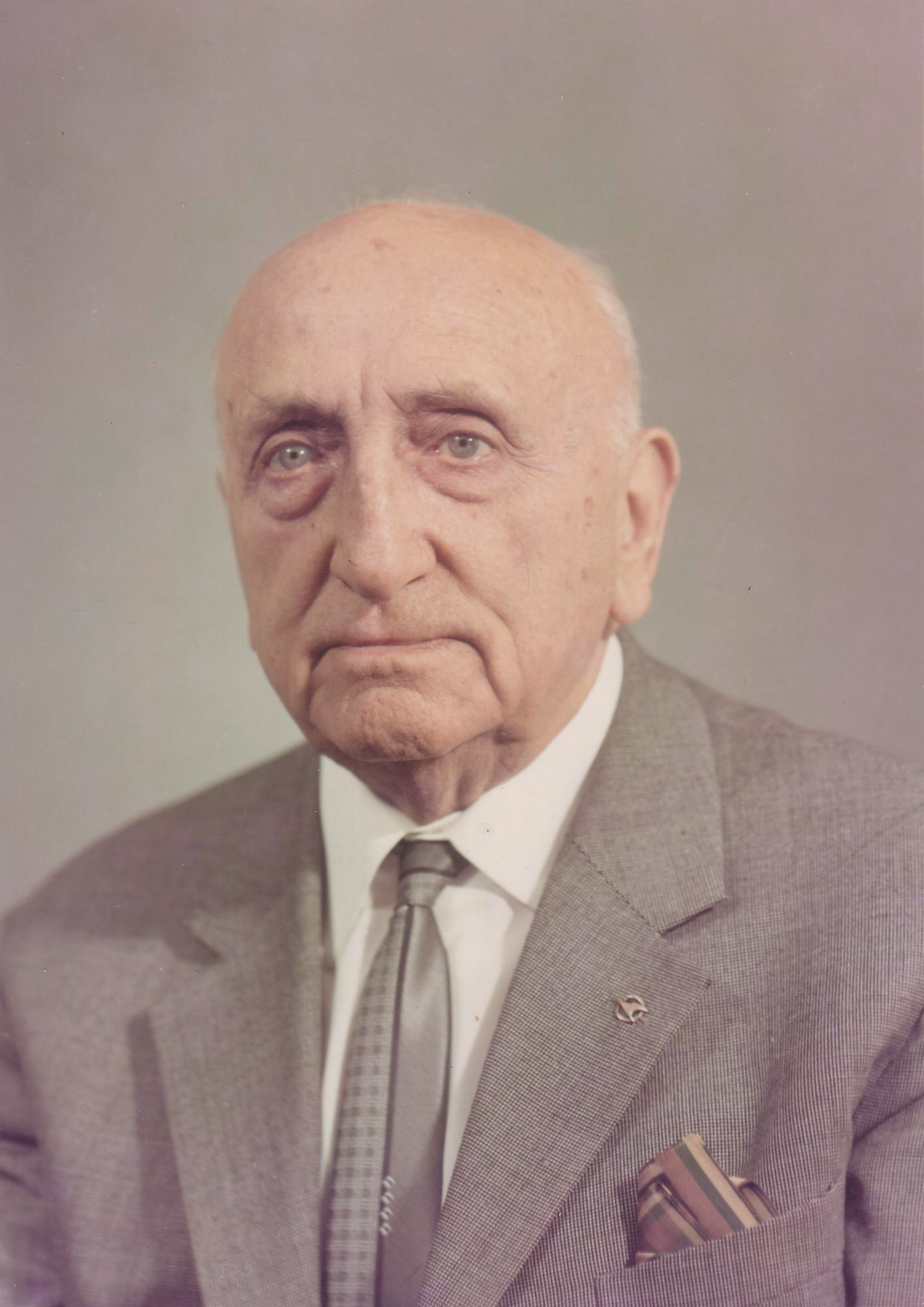
Karl Ritter († 1977)

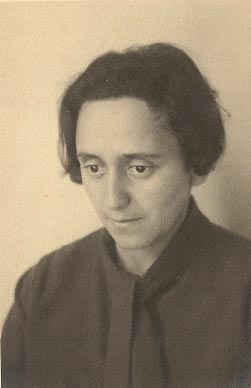
Lotte Cohn († 1983)

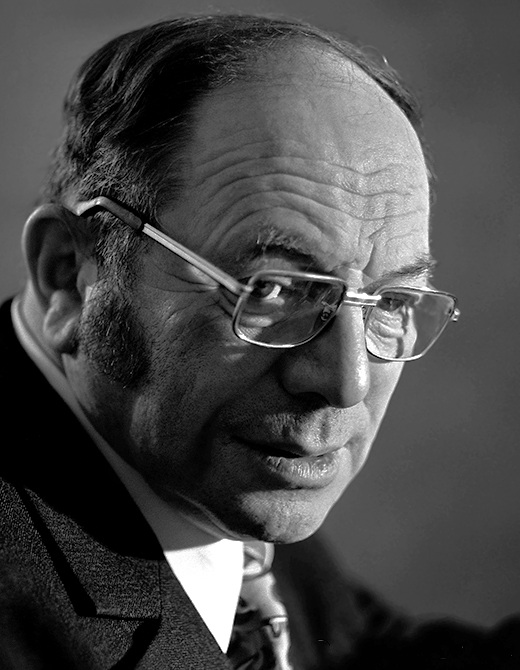
Leonid Kantorowitsch († 1986)

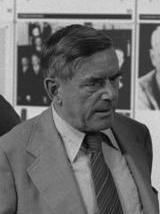
Golo Mann († 1994)

- 1955: Theda Bara, US-amerikanische Schauspielerin
- 1955: Henri Senfftleben, französischer Autorennfahrer
- 1957: John Hart, kanadischer Unternehmer und Politiker, Premierminister von British Columbia
- 1957: Leo von Jena, deutscher Offizier, General der SS und Waffen-SS, Politiker
- 1957: Tami Oelfken, deutsche Schriftstellerin und Reformpädagogin
- 1959: Emy Rogge, deutsche Malerin
- 1960: Henri Guisan, Schweizer General
- 1961: Vanessa Bell, britische Malerin und Innenarchitektin
- 1961: William Arundel Orchard, australischer Organist, Dirigent, Komponist und Musikpädagoge englischer Herkunft
- 1964: Jens von Hagen, deutscher Opernsänger und Schauspieler
- 1966: Fred George Aandahl, US-amerikanischer Politiker, Gouverneur von North Dakota
- 1966: Walt Hansgen, US-amerikanischer Autorennfahrer
- 1967: Helmut Schlüter, deutscher Gewerkschafter und Politiker, MdB
- 1968: Jim Clark, britischer Autorennfahrer
- 1968: Werner Bockelmann, deutscher Jurist und Kommunalpolitiker
- 1969: Alexandra Wassiljewna Artjuchina, sowjetische Partei- und Staatsfunktionärin
- 1970: Auguste Lazar, österreichische Schriftstellerin
- 1971: Norbert Aresin, deutscher Mediziner
- 1972: Woodrow Stanley Lloyd, kanadischer Gewerkschafter und Politiker, Premierminister von Saskatchewan
- 1973: Paul Luchtenberg, deutscher Kulturwissenschaftler, Pädagoge und Politiker, MdB, MdL und Landesminister
- 1975: Käte Steinitz, deutsche Textilkünstlerin
- 1976: Matthias Joseph Mehs, deutscher Politiker und Heimatschriftsteller
- 1976: Helene Nonné-Schmidt, deutsche Textilkünstlerin
- 1977: Siegfried Buback, deutscher Jurist und Generalbundesanwalt am Bundesgerichtshof, ermordet von Mitgliedern der RAF
- 1977: Karl Ritter, deutscher Regisseur
- 1979: Bruno Apitz, deutscher Schriftsteller
- 1979: Amir Abbas Hoveyda, iranischer Politikwissenschaftler und Premierminister
- 1979: Justin Popović, jugoslawisch-serbischer Theologe der orthodoxen Kirche
- 1980: Charles Frederick Goodeve, kanadischer Chemiker
- 1981: Norman Taurog, US-amerikanischer Filmregisseur
- 1982: Harald Ertl, österreichisch-deutscher Formel-1-Rennfahrer
- 1982: Manfred Schott, deutscher Schauspieler und Synchronsprecher
- 1983: August Arnold, Filmregisseur, Filmproduzent und als Filmtechnologie-Entwickler
- 1983ː Lotte Cohn, israelische Architektin
- 1983: Wilhelm Hauschild, deutscher Fotograf
- 1983: Bernie Piltch, kanadischer Jazzsaxophonist, -klarinettist und -flötist
- 1985: Carl Schmitt, deutscher Staatsrechtler und Philosoph, gilt als „Kronjurist des Dritten Reiches“
- 1986: Leonid Witaljewitsch Kantorowitsch, sowjetischer Mathematiker und Ökonom, Nobelpreisträger für Wirtschaft
- 1986: Valérie von Martens, österreichische Schauspielerin
- 1988: Cesar Bresgen, österreichischer Komponist
- 1988: Werner Günther, Schweizer Germanist und Hochschullehrer
- 1989: Horst Krüger, deutscher General
- 1990: Ronald Ellwin Evans, amerikanischer Astronaut
- 1993: Edward Adamczyk, polnischer Leichtathlet und Sportlehrer
- 1993: Tonny Kristine Ahm, dänische Badmintonspielerin
- 1993: Heinz Hoppe, deutscher Opern-, Lied- und Operettensänger
- 1993: Willi Meinck, deutscher Schriftsteller
- 1994: Harry Adaskin, kanadischer Geiger und Musikpädagoge
- 1994: Golo Mann, deutsch-schweizerischer Historiker, Publizist und Schriftsteller, Sohn von Thomas Mann
- 1994: Agathe Uwilingiyimana, ruandische Premierministerin
- 1996: Michael Holzinger, deutscher Schriftsteller
- 1997: Rainer Arlt, deutscher Agrarrechtswissenschaftler, Hochschullehrer und Politiker
- 1997: James Gayfer, kanadischer Militärkapellmeister, Klarinettist, Organist und Chorleiter, Komponist und Musikpädagoge
- 1998: Modesta Bor, venezolanische Komponistin
- 2000: Moacyr Barbosa, brasilianischer Fußballspieler
- 2000: John F. Nolan, US-amerikanischer Schauspieler

### 21. Jahrhundert
- 2001: David Graf, US-amerikanischer Schauspieler
- 2002: John Agar, US-amerikanischer Schauspieler
- 2003: Ib Eisner, dänischer Künstler

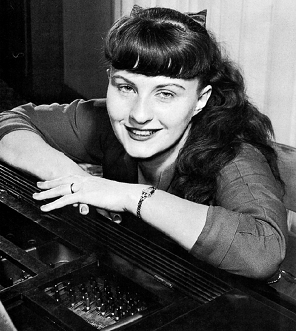
Jutta Hipp († 2003)

- 2003: Jutta Hipp, deutsche Jazzpianistin und Malerin
- 2003: Christian Liebig, deutscher Journalist
- 2003: Ferdinand Seibt, deutscher Historiker
- 2004: Italo Astolfi, italienischer Bahnradsportler
- 2004: Wolfgang Mattheuer, deutscher Maler, Grafiker und Bildhauer der Leipziger Schule
- 2005: Cliff Allison, britischer Formel-1-Rennfahrer
- 2005: Grigoris Bithikotsis, griechischer Sänger
- 2005: Heinrich Hugendubel, deutscher Buchhändler und Firmenchef von Hugendubel
- 2005: Max von der Grün, deutscher Schriftsteller
- 2005: Nina deutsche Schlagersängerin (Nina & Mike)
- 2006: Roger Arnaldez, französischer Islamwissenschaftler
- 2008: Phil Urso, US-amerikanischer Jazzsaxophonist
- 2008: Joachim Wattendorff, deutscher Biologe
- 2009: Dave Arneson, US-amerikanischer Spieleautor

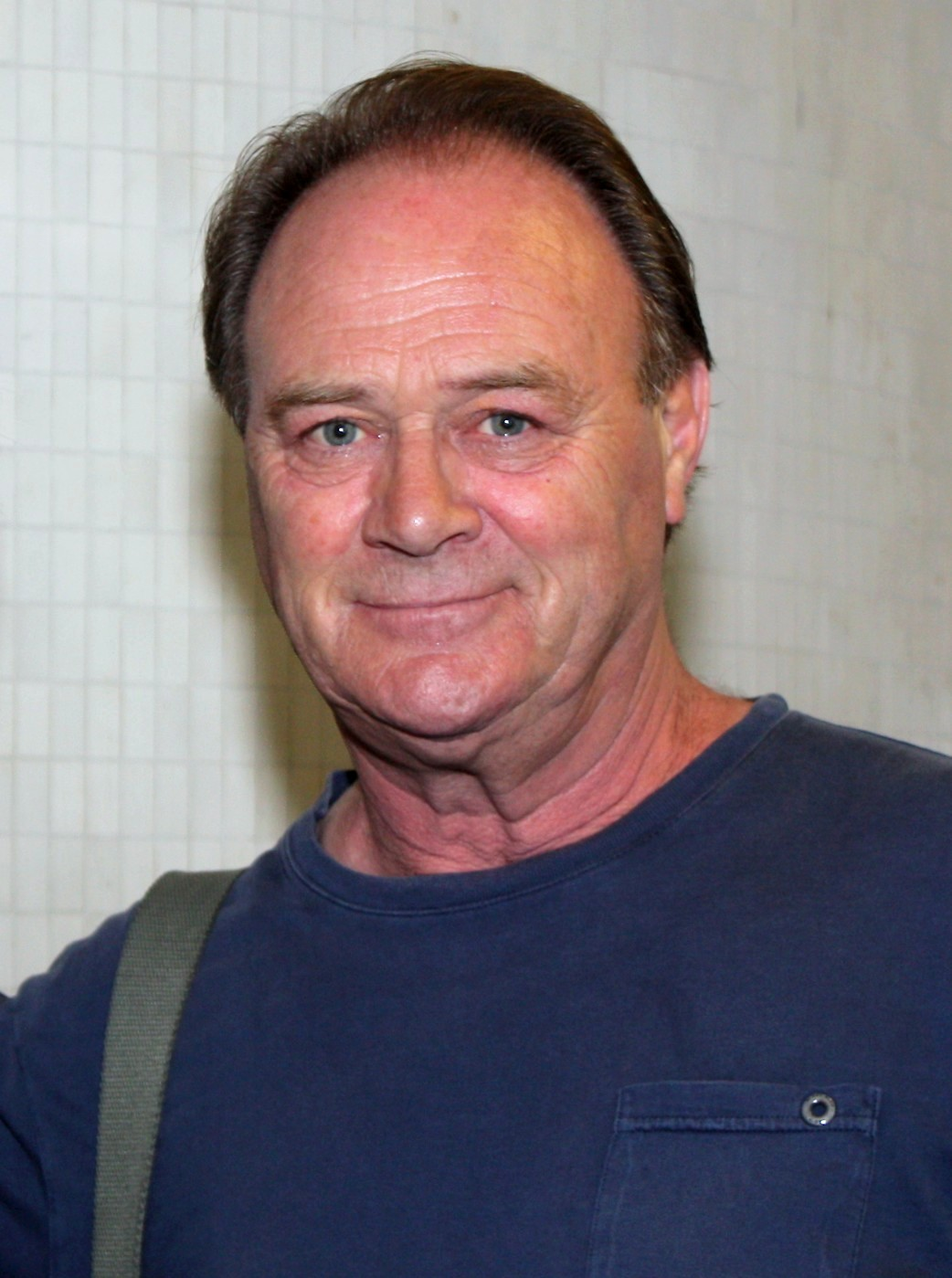
Christopher Cazenove († 2010)

- 2010: Christopher Cazenove, britischer Schauspieler
- 2010: Graciela Grillo Pérez, kubanische Jazzsängerin
- 2011ː Gisela Bührmann, deutsche Malerin und Grafikerin
- 2012: Ignatius Moussa I. Daoud, syrischer Patriarch der syrisch-katholischen Kirche
- 2012: Mike Wallace, US-amerikanischer Journalist, Nachrichtensprecher und Korrespondent
- 2013: Erwin Aumeier, deutscher Fußballspieler
- 2014: Peaches Geldof, britisches Fotomodell und It-Girl
- 2015: Volker Jung, deutscher Politiker
- 2016: Hendrikje Fitz, deutsche Schauspielerin
- 2016: Blackjack Mulligan, US-amerikanischer Wrestler, Autor und American-Football-Spieler
- 2017: Marthe Gosteli, Schweizer Frauenrechtlerin
- 2017: Ben Lacy Speer: US-amerikanischer Gospel-Sänger des Southern Gospel
- 2017: Barbara Wotjak, deutsche Sprachwissenschaftlerin
- 2018: Peter Grünberg, deutscher Physiker und Nobelpreisträger
- 2018: Gerd Honsik, österreichischer Autor und Holocaustleugner
- 2019: Seymour Cassel, US-amerikanischer Schauspieler
- 2020: Roger Chappot, französisch-schweizerischer Eishockeyspieler
- 2022: Elias Davidsson, deutsch-isländischer Komponist und politischer Autor
- 2022: Mary Green, britische Sprinterin
- 2022: Franz Mon, deutscher Schriftsteller und Dichter
- 2023: Aenne Franz, deutsche Mundartdichterin und Aktivistin
- 2023: Elisabeth Kopp, Schweizer Bundesrätin
- 2023: Rachel Pollack, US-amerikanische Science-Fiction- und Esoterik-Autorin, Comic-Buch-Zeichnerin

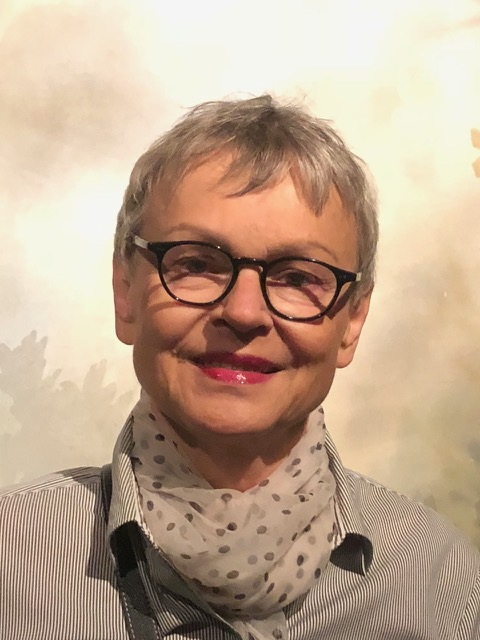
Barbara Czarniawska († 2024)

- 2024: Barbara Czarniawska, polnisch-schwedische Organisationsforscherin
- 2025ː Edith Nawakwi, sambische Politikerin

## Feier- und Gedenktage
- Kirchliche Gedenktage
  - Albrecht Dürer, deutscher Maler (evangelisch)
  - Johann Hinrich Wichern, deutscher Pfarrer (evangelisch)
  - Hl. Johannes Baptist de La Salle, französischer Priester, Pädagoge und Ordensgründer (katholisch)
- Staatliche Feier- und Gedenktage
  - Ruanda: Gedenktag des Völkermords an den Tutsi

- Weltgesundheitstag

Weitere Einträge enthält die Liste von Gedenk- und Aktionstagen.